# Palais Lanckoroński

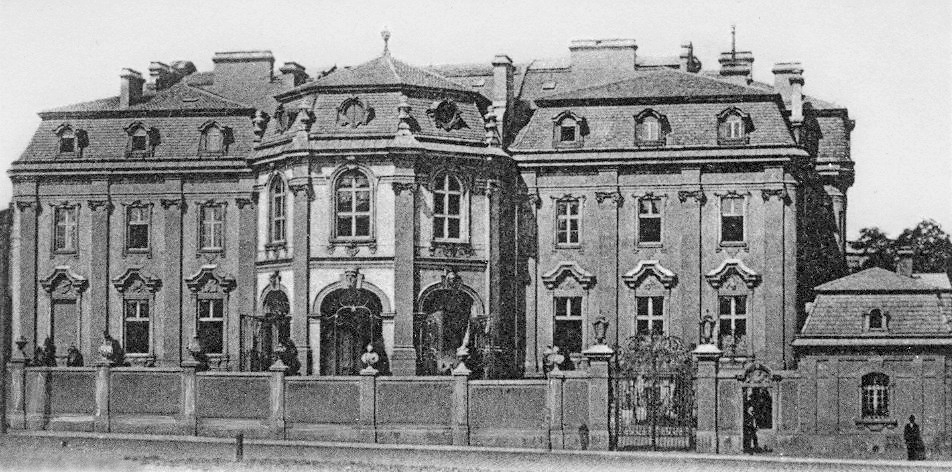
Palais Lanckoronski von der Jacquingasse aus gesehen (1895)

Das Palais Lanckoroński war ein in den Jahren von 1894 bis 1895 von den Theaterarchitekten Ferdinand Fellner d. J. und Hermann Helmer für den Kunstsammler, Mäzen und Denkmalpfleger Karl Graf Lanckoroński errichtetes neobarockes Gebäude im Fasanviertel im Wiener Bezirk Landstraße, an der Jacquingasse 16–18 (Ecke heutiger Landstraßer Gürtel).
Das Palais beherbergte die große Kunstsammlung des Grafen und war ein Treffpunkt für Künstler und Adel. Das Gebäude und die Sammlung hatten den Charakter eines öffentlichen Museums, allerdings waren dem Grafen und seiner Familie verschiedene Privatbereiche vorbehalten.
Anlässlich des „Anschlusses“ Österreichs an das nationalsozialistische Deutschland im Jahr 1938 wurde die reiche Sammlung beschlagnahmt und nach dem Krieg an verschiedene Museen verkauft. Das Palais selbst erlitt 1944 bei mehreren Luftangriffen durch Bomben starke Schäden, allerdings blieb ein guter Teil der Substanz erhalten. Obwohl ein Wiederaufbau möglich gewesen wäre, wurde der Bau nach dem Krieg abgerissen.

## Geschichte des Palais

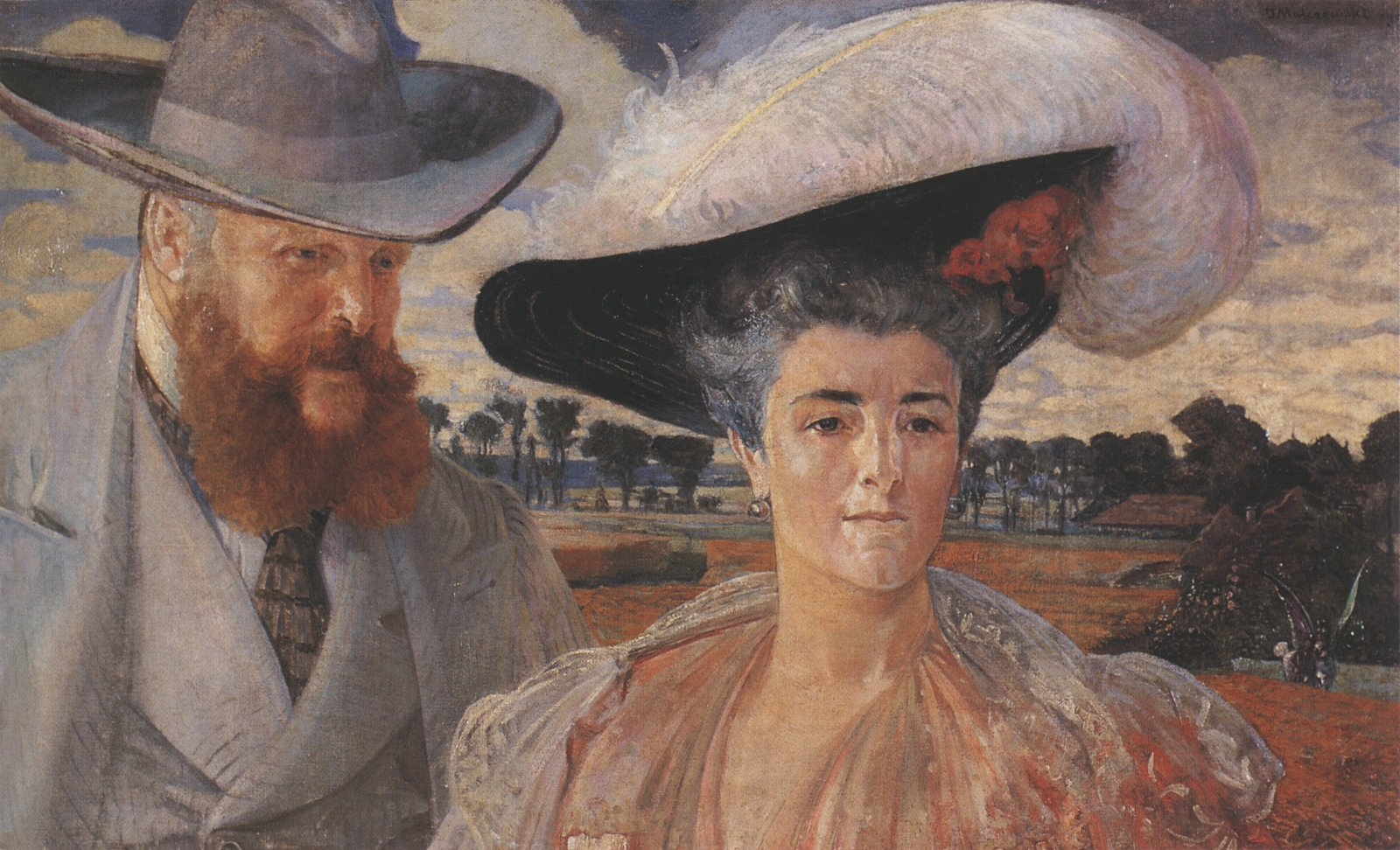
Der Erbauer Graf Karl Lanckoroński und seine Frau Margarete (geb. Lichnowsky)

Grundriss des Erdgeschoßes

Der Bauherr, Graf Karl Lanckoroński, entstammte einer alt-polnischen Adelsfamilie aus Galizien, ein Gebiet im Süden Polens, das nach der ersten Teilung Polens 1772 an Österreich fiel. Als Oberstkämmerer des Kaisers Franz Joseph I. in seinen letzten Regierungsjahren und bei Kaiser Karl I. bekleidete er ein hohes Amt bei Hofe. Der Graf hatte neben seiner Wiener Residenz auch zahlreiche Familienbesitztümer in Galizien. Im Laufe der Zeit sammelte seine Familie und vor allem er selbst wertvolle Gemälde, Tapisserien, Möbel und Skulpturen. Da seine alte Residenz an der Riemergasse 8 im I. Wiener Bezirk sich im Laufe der Zeit als zu klein erwies, gab Lanckoroński den Bau eines neuen Palais in Auftrag.
Mit dem Abriss des alten Linienwalls im Zuge der Stadterweiterung Wiens Ende des 19. Jahrhunderts wurden neue Grundstücke in unmittelbarer Nähe des Oberen Belvedere frei. Die von dem Grafen mit dem Neubau beauftragten Architekten Fellner und Helmer entwarfen ein freistehendes Gebäude mit großem Garten in nordöstlicher Richtung. Sie gestalteten das Äußere und die Innenräume des dreistöckigen Palais im damals beliebten Stil des Neobarock.
Das Palais diente einerseits als gräfliches Domizil, andererseits als Stätte eindrucksvoller Empfänge. Es erfüllte gleichzeitig die Anforderungen an die Wohn- und die Repräsentationsbedürfnisse und eignete sich für die öffentliche Präsentation der Kunstsammlung des Mäzen Lanckoroński. Es verkehrten dort Künstler wie Hans Makart, Viktor Tilgner, Arnold Böcklin, Kaspar von Zumbusch und Auguste Rodin sowie Schriftsteller wie Hugo von Hofmannsthal und Rainer Maria Rilke.
Die Fläche des Grundstücks betrug 4800 m², von denen die Haupt- und Nebengebäude 1060 m² einnahmen. Das 22 Meter hinter die Flucht der Jacquingasse zurückgesetzte Hauptgebäude war von dieser Gasse über zwei mit schmiedeeisernen Gittern versehene Tore und eine zu einer überbauten Unterfahrt führende Rampe zugänglich. An der Jacquingasse erhob sich ein Pförtnerhaus. Das Hauptgebäude gliederte sich in Keller und Erdgeschoß, ein Haupt- und ein vollständig ausgebautes Dachgeschoß. Im Erdgeschoß gelangte man von einer Sala terrena in eine große, bis ins Hauptgeschoß durchgehende Halle mit der Haupttreppe und durch seitliche Durchgänge zu zwei Treppenaufgängen, die der Öffentlichkeit zugänglich waren. In der linken Gebäudehälfte lagen die Empfangsräume, in der rechten Wohn- und Nebenräume. Im Hauptgeschoß befand sich über der Unterfahrt und dem Vestibül ein mit Fresken geschmückter Saal, der sich mit den beiderseits anschließenden Ausstellungsräumen zu einer Raumwirkung von bedeutender Größe vereinigte. Außerdem lagen im Hauptgeschoß die Wohn- und Arbeitsräume des Hausherrn. Im Dachgeschoß waren abermals Wohnzimmer, Diener- und Garderobenräume untergebracht, im Kellergeschoß die Küchen und Wirtschaftsräume. Vom Palais aus bot sich ein Ausblick auf das Schloss Belvedere und die Gärten.
Die Zeitgenossin Fürstin Nora Fugger beschrieb das Gebäude ihn ihrer Biographie als „Ein kunsthistorisch besonders bemerkenswertes Palais“ das „Ansehen und Bedeutung eines Museums [hatte].“ (Fürstin Nora Fugger: Im Glanz der Kaiserzeit: S. 226–227)

### Ende des Palais
Nach Ende der österreichisch-ungarischen Monarchie wurden der Graf und seine Familie polnische Staatsbürger, lebten aber weiter in Wien. Obwohl es mit dem schleichenden Bedeutungsverlust des Adels um das Palais ruhiger wurde, war es wegen seiner Sammlung und den philanthropischen Tätigkeiten des Grafen nach wie vor beliebter Publikumsmagnet, der einen ausgezeichneten Ruf genoss.
Mit dem „Anschluss“ Österreichs an das nationalsozialistische Deutschland 1938 konfiszierten die Nazis das Palais und die Sammlung. Da der Erbe Graf Anton Lanckoroński polnischer Staatsbürger war, beriefen die Nazis sich auf die Verordnung über Behandlung von Vermögen der Angehörigen des ehemaligen polnischen Staates nach dem Überfall auf Polen.
Ein Großteil der Kunstobjekte wurde nach dem Zweiten Weltkrieg in den Palast Hohenems in Vorarlberg verbracht, wo sie einem Brand zum Opfer fielen. Das 1939 von den NS-Behörden beschlagnahmte Palais wurde, vermutlich auch wegen seiner Nähe zum Wiener Südbahnhof, schon 1944 durch Fliegerbomben beschädigt. 1945, unmittelbar nach Kriegsende, soll es zu einem von Plünderern verursachten Brand gekommen sein. Die Ruine, deren Erhaltungszustand zunächst dennoch als recht gut beschrieben wird, wurde mit ihrem verwilderten Garten in der Nachkriegszeit zum „verwunschenen Schloss“. Finanzielle Überlegungen vereitelten einen Wiederaufbau.

### Nachnutzung
1960 wurde anstelle des Palais ein Bürobau für die Firma Hoffmann-La Roche nach Plänen von Georg Lippert errichtet. Der Standort diente längere Zeit dem international tätigen US-Technologiekonzern Motorola als Niederlassungszentrale für Österreich. Seit Herbst 2011 beherbergt das denkmalgeschützte Gebäude das Hotel Daniel.

## Sammlung Lanckoroński
Viele der Kunstgegenstände stammten ursprünglich aus der sogenannten Galerie von König Stanislaus August im Warschauer Königsschloss. Nach der ersten polnischen Teilung 1795 wurden Objekte aus dem Schloss versteigert und von adeligen Familien wie derer von Lanckoroński gekauft. Nach dem Anschluss begehrten führende Nazis wie Adolf Hitler und Hermann Göring die besonders wertvollen Stücke der Sammlung. Graf Anton transportierte viele Teile zu seinem Freund Graf Waldburg-Zeil auf Schloss Hohenems in Vorarlberg, das im Jahr 1947 durch einen Brand schwer in Mitleidenschaft gezogen wurde, was die Zerstörung verschiedener Teile der Sammlung zur Folge hatte. Die Höhe des Schadens ist schwer festzustellen, da es keine komplette Inventarliste der Sammlung gab. Eine Schätzung geht von 120 verlorenen Kunstwerken aus. Die Sammlung wurde unter den Erben Anton, Karolina und Adelajda aufgeteilt und zum Teil weiterverkauft. So gelangten Paolo Uccellos Heiliger Georg 1959 und die Freskenserie von Domenichino aus der Villa Aldobrandini in die National Gallery in London. Durch das restriktive Ausfuhrgesetz von Kulturgütern zwang der österreichische Staat die Erben, weitere Teile dem Kunsthistorischen Museum und der Österreichischen Galerie Belvedere zu überlassen.
Erst in den späten 1990er Jahren – nach der Klärung der Besitzverhältnisse der von den Nazis beschlagnahmten Kunstwerke – wurden die Gegenstände den Erben restituiert. Die einzige damals noch lebende Erbin Gräfin Karolina Lanckorońska schenkte nach dem Fall des Eisernen Vorhanges die Sammlung ihrer Heimat Polen. Heute befinden sich die Werke im Warschauer Königsschloss sowie im Wawel in Krakau.

### Kunstwerke in Warschau

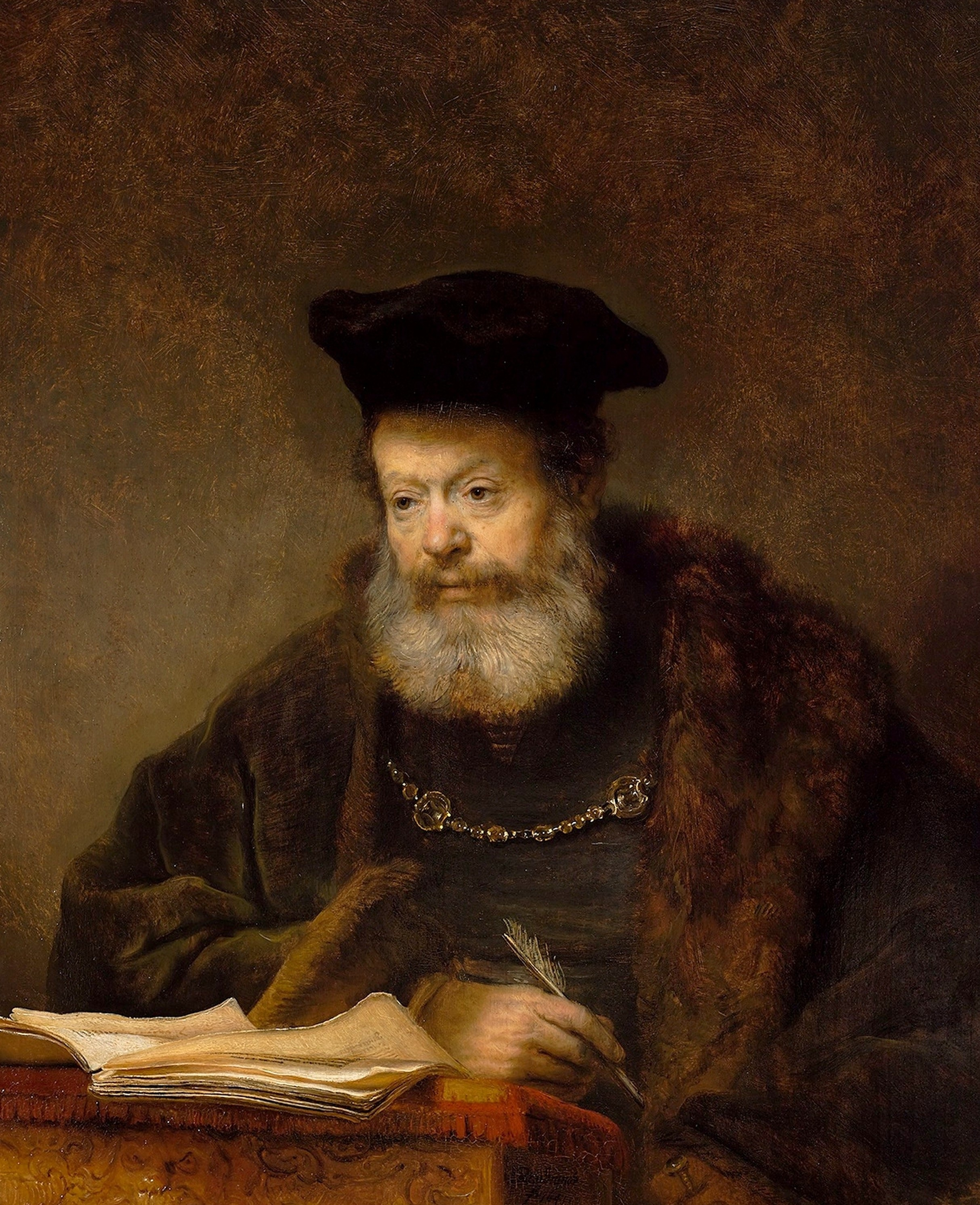
Bildnis eines älteren Gelehrten (auch bekannt als der Vater der jüdischen Braut), Rembrandt van Rijn

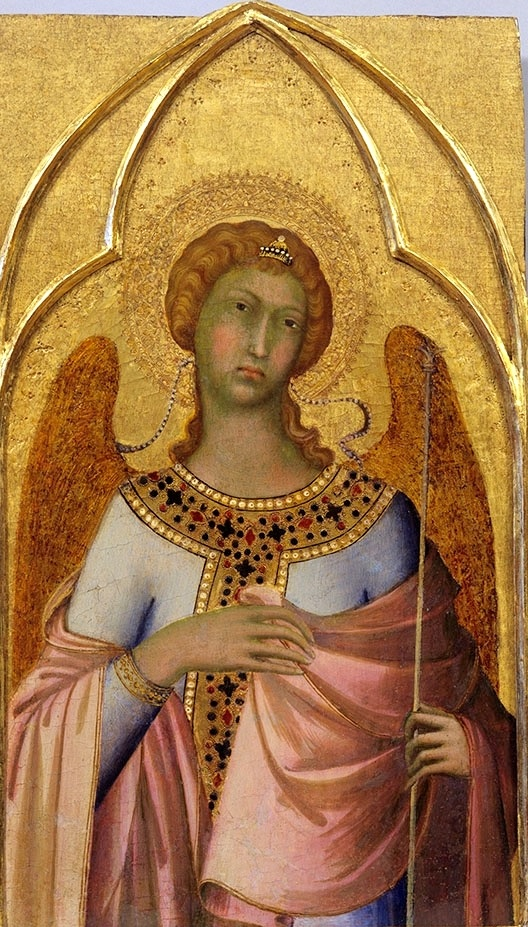
Engel, von Simone Martini (1315)

Kunstwerke, die sich heute im königlichen Schloss von Warschau befinden sind:
- Adriaen van Ostade, Der Raucher und der Trinker
- Anton von Maron, Die Gebrüder Franciszek und Kazimierz Rzewuski
- David Teniers d. J., Der Landarzt
- Rembrandt van Rijn, Bildnis eines älteren Gelehrten (auch bekannt als der Vater der jüdischen Braut)
- Rembrandt oder seine Werkstatt, Bildnis eines jungen Mädchens (auch bekannt als Die jüdische Braut)

so wie weitere Werke von Ludolf Bakhuizen und Philips Wouwerman.

### Kunstwerke in Krakau
82 Werke der Sammlung Lanckoroński schenkte die Erbin Gräfin Karolina Lanckorońska dem Wawel. Es handelt sich um Arbeiten von Simone Martini, Bernard Daddi, Bartolo di Fredi, Apollonius di Giovanni, Jacopo del Sellaio, Vittore Crivella, Dosso Dossi, Paris Bordone, Garofal, Giorgio Vasari, Alessandro Allori, und Leandro und Francesco Bassano, und weitere Gemälde italienischer Meister wie Antonio Zanchi, Pietro Muttoni (Della Vecchia), Francesco Solimena, Alessandro Magnasco und Giovanni Battista Tiepolo.:
- Bartolo di Fredi, Heiliger Augustin
- Niccolò di Tommaso, Madonna mit Kind, Heiligen und Engeln
- Simone Martini, Engel
- Bernardo Daddi, Thronende Madonna und Kind
- Sano di Pietro, Madonna
- Rossello di Jacopo Franchi, Madonna mit Kind
- Dosso Dossi, Der Weltenmaler Zeus (Nach dem Krieg von Anton Graf Lanckoroński an das Kunsthistorische Museum zwangsverschenkt, im Jahr 2000 an die Erbin Karolina Lanckorońska restituiert)[8]

### Werke in der Österreichischen Galerie
1999 befanden sich folgende Werke in der Österreichischen Galerie Belvedere in Wien. Der Verbleib dieser Kunstwerke ist bis dato unbekannt.
- Heinrich von Angeli, Margarethe Gräfin Lanckoronska
- Carl von Blaas, Leonie Gräfin Lanckoronska, geb. Gräfin Potocka, mit ihrem Sohn Karl

## Innenräume
Sowohl das Äußere, wie die Innenräume des Palais waren dem Barockstil der Zeit um 1700 nachempfunden.
Ähnlich einem Museum gab es im Palais einen offiziellen Führer und Postkarten vom Inneren und der Sammlung zu kaufen. Die folgende Beschreibung der Räumlichkeiten und Kunstwerke entsprechen dem Stand von 1903.

### Vestibule

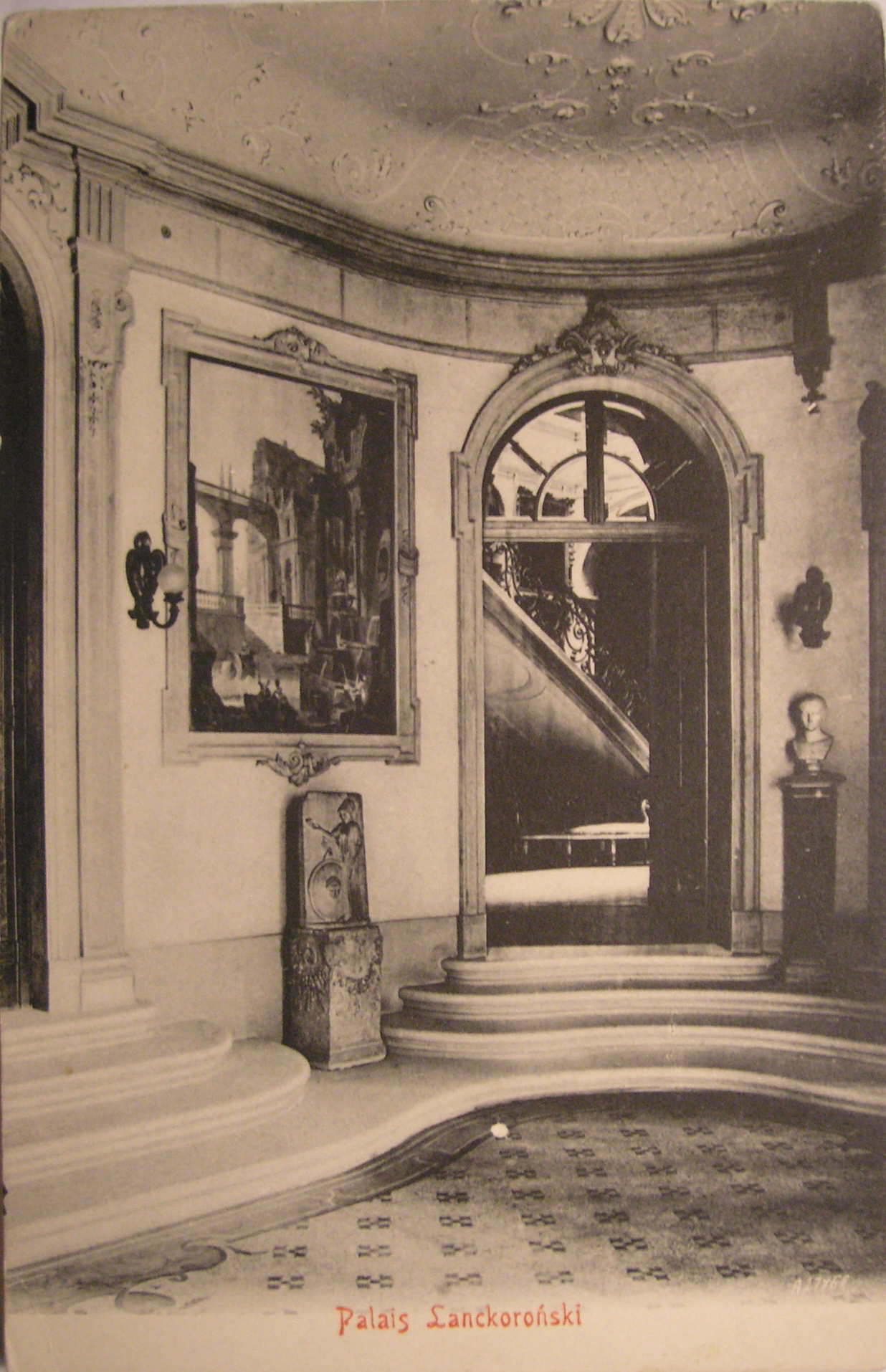
Vestibule

Im neobarocken Vestibül (damals Vestibule oder Flurhalle genannt) standen neben und über den Seitentüren antike Büsten, neben der Haupttür antike Reliefs auf kleinen verzierten antiken Postamenten. Das Vestibule war des Weiteren mit vier italienischen Fresken geschmückt, ideale Architekturstücke vom Anfang des 18. Jahrhunderts.

### Grüner Salon
Der Grüne Salon war, was den Stuckplafond, die Türen und die Holztäfelung betrifft, im gleichen Barockstil gehalten wie das Vestibül. Der Ofenschirm und die Supraportes waren Werke des Malers Hugo Charlemont. An der Hauptwand hingen drei Porträts der französischen Schule, Händel und seine Familie von Johann Zoffany sowie Landschaften mit reicher Staffage von Griffier. An der Wand zwischen der Eingangstür und dem Fenster hing das Porträt Cardinal Polignac, eine Kopie nach Hyacinthe Rigaud, Landschaft mit Staffage von Berchem, ein Originalpastellporträt einer Tochter der Kaiserin Maria Theresia sowie eine Marinemalerei von Aiwasowski. An der Wand zwischen dem Fenster und dem Ofen hing eine Kopie nach Jean-Marc Nattiers Porträt Peters des Großen der französischen Schule (das Original befindet sich in Versailles), ein Porträt der Königin Maria Leszczyńska sowie zwei Blumenstücke von Seeghers. Auf einer Staffelei stand ein Fresko Venus und Amor von Giovanni di San Giovanni aus dem 16. Jahrhundert.

### Grünes Cabinet
Im Grünen Cabinet, ebenfalls im Barockstil ausgestaltet, hingen neben der Eingangstür ein kleines Bild des venezianischen Malers Longhi, der gegen Ende des 18. Jahrhunderts lebte und an der Wand rechts vom Eingang ein Pastellporträt von Longhi sowie eine Lagunenansicht von Antonio Canevale, genannt Canaletto. Der Raum barg ferner ein ovales Frauenporträt von Largilliere, darunter Fürst Joseph Poniatowski von Bacciarelli, rechts und links davon Kaiserin Maria Theresia auf dem Krönungshügel in Preßburg und ihr Gemahl Kaiser Franz I., beides Reiterbilder von Hamilton, darunter Ansichten von Baden-Baden in Fächerform, Aquarelle von Ludwig Hans Fischer. Auf der Kommode befand sich eine Porträtbüste aus Terrakotta der Kaiserin Elisabeth von Österreich, ein Werk von Prosper d'Epinay. An der Fensterwand befand sich auf einem Tischchen eine lebensgroße Biscuitbüste der Erzherzogin Sophie. An der Wand links vom Eingang waren ein Reiterbild eines französischen Marschalls in der Manier von Van der Meulen zu sehen, zwei kleine Porträts, Königin Henriette von England von Sir Peter Lely und der Maler Largilliere von Rigaud, zwei Landschaften von einem Bergamasken, Schüler des Canaletto, und die Reproduktion von Paul Baudrys eigener Hand eines Panneaus des von ihm ausgemalten Foyers der Großen Oper in Paris, ferner ein Longhi und ein Guardi. Zwischen Tür und Ofen hing die Landschaft von Salvator Rosa. Die Supraporte war von Oudry. Ebenfalls im Raum war ein altchinesischer Schirm reich mit Figuren geschmückt aus dem kaiserlichen Sommerpalast in Peking.

### Passage zum Speisezimmer
In der Passage zum Speisezimmer befanden sich eine Marmorbüste des Grafen d'Orsay aus dem Ende des 18. Jahrhunderts, Tapisserien, zwei niederländische Stillleben und ein Holzschnitzwerk von einem japanischen Tempel. Von der Passage aus hatte man einen Blick auf die Treppe.

### Altdeutsches Cabinet

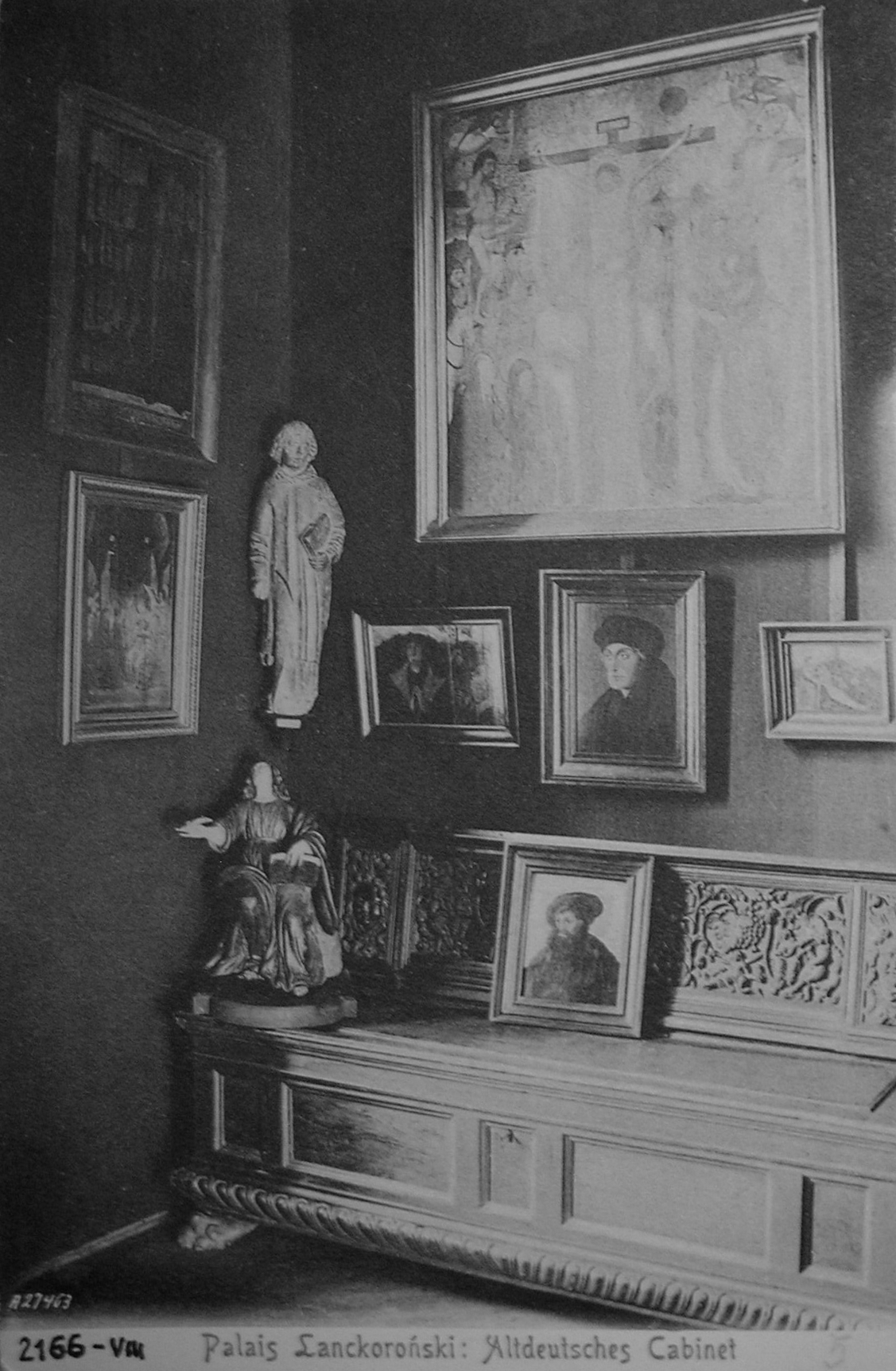
Altdeutsches Cabinet

In dem kleinen so genannten Altdeutschen Cabinet wurden rechts vom Eingang drei kleine Porträts präsentiert, das erste war ein Werk der Nürnberger Schule, das zweite eine Arbeit von Hans Holbein dem Älteren und das dritte von Hans Holbein den Jüngeren. Neben der Tür hing Erasmus von Rotterdam von Georg Pencz, darunter König Anton von Navarra, Vater Heinrichs IV., von François Clouet. Weiters befand sich Kopf eines Heiligen von Burgkmair, Fragment von Lucas Cranach, Kreuzabnahme von Van der Weyden, altspanische Bilder niederländischer Inspiration, spanische Holzreliefs, Holzstatuette des Heiligen Johannes auf Patmos von Montanez, altfranzösische Schränke, ein altenglischer Lehnstuhl, sowie Valkenburg, Liebesgarten und Wirtshausszenen von Hemessen. Vor dem Fenster in der Vitrine hing ein kölnisches Glasgemälde. Das altdeutsche Cabinet befand sich später im zweiten Stock, neben dem Gang der Aquarelle.

### Speisezimmer

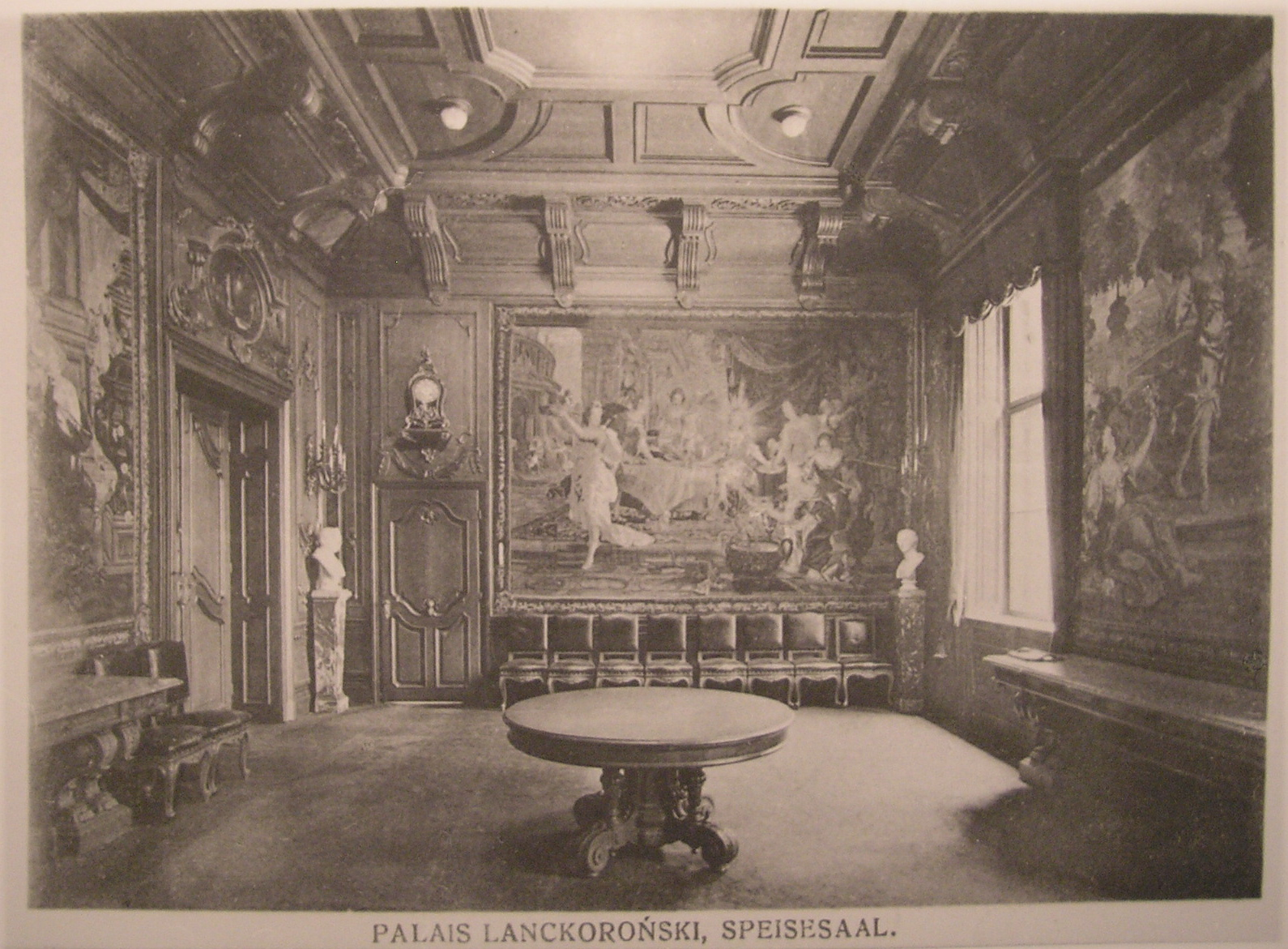
Speisezimmer mit Tapisserien

Im Speisezimmer (auch Speisesaal) hingen niederländische Tapisserien aus der Zeit Ludwigs XIV., die von der linken Wand vom Eingang zeigte eine Verherrlichung des Sonnenkönigs. Drei Marmorbüsten von Vorfahren des Grafen Anton Lanckoroński befanden sich ebenfalls in diesem Raum, eine Supraporte war von Charlemont, eine andere vom Franzosen Mouilleron.

### Halle

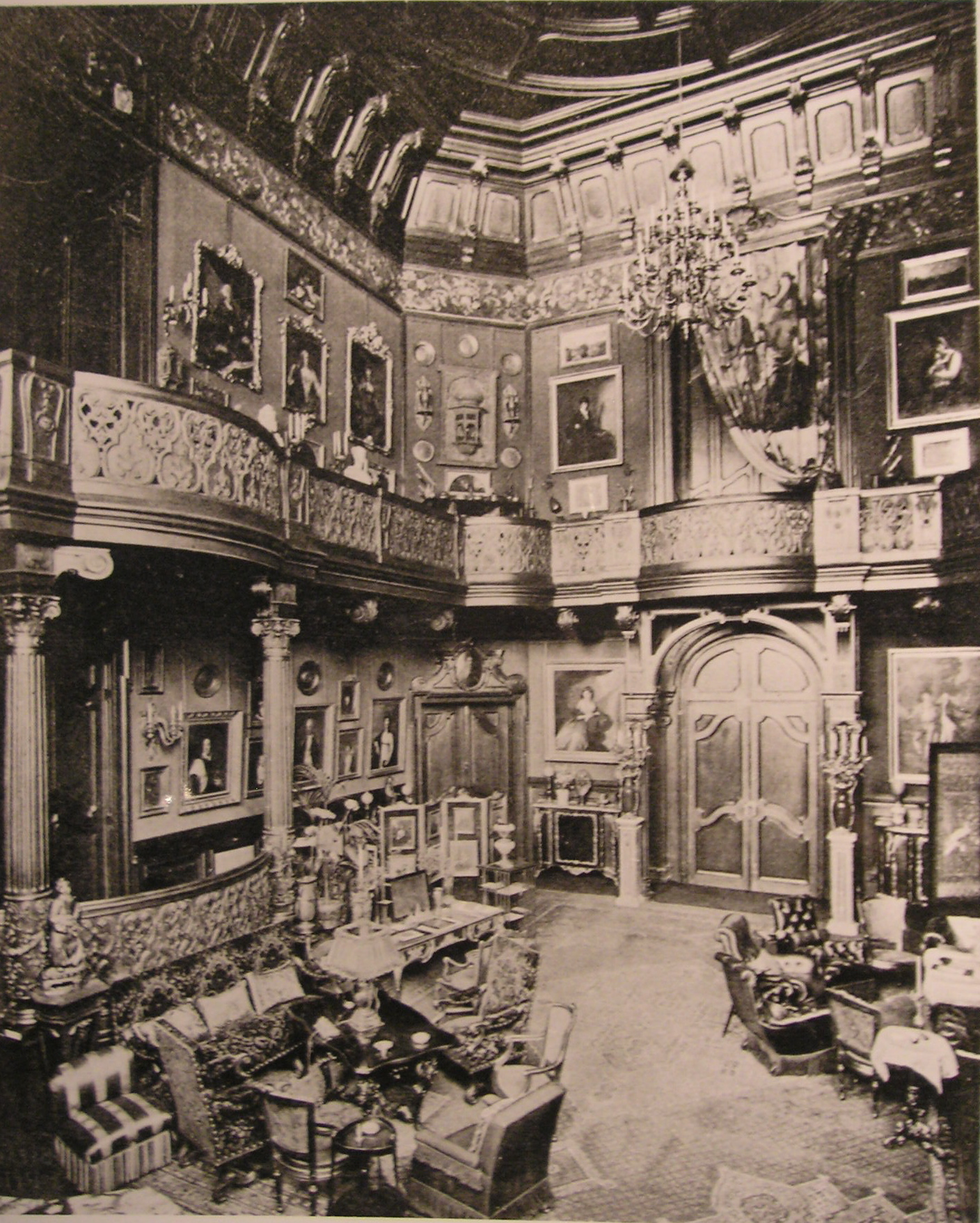
Die Halle war der größte und repräsentativste Raum im Palais

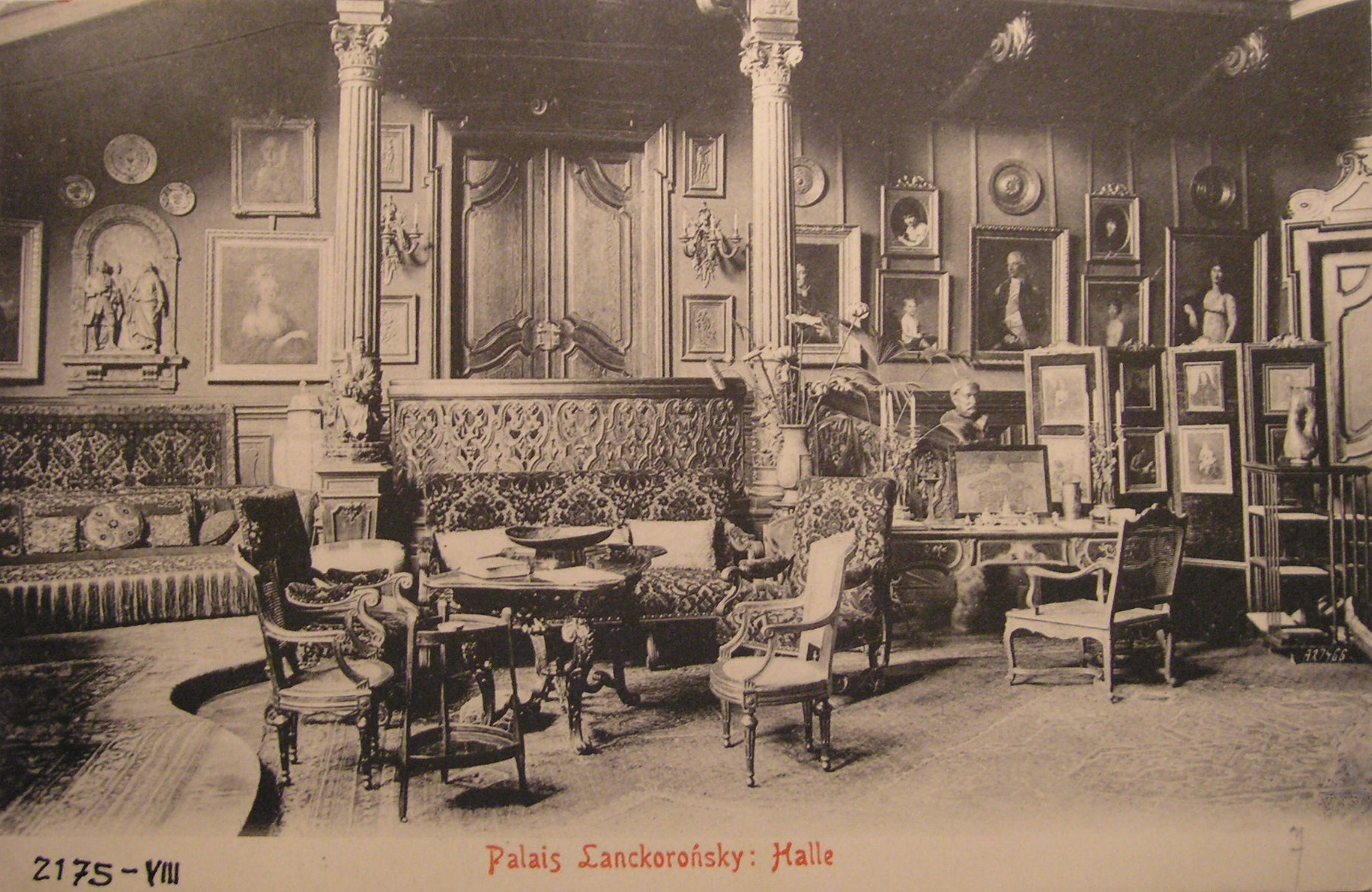
Auf der rechten Seite an der Wand sind die Gemälde polnischer Adeliger zu erkennen sowie die Büste des Königs Jan Sobieski davor.

Die Halle war der Mittel- und Hauptraum des Hauses, die Innenarchitektur war auch dem Barockstil aus der Zeit um 1700 nachempfunden. An der zur Galerie führenden Treppe war ein Tapisserieschirm mit vergoldeter Holzumrahmung aus der Zeit Ludwigs XIV., davor eine moderne japanische Bronze eines Adlers, und eine italienische aus dem 17. Jahrhundert, die Büste des polnischen Feldherrn Stefan Czarniecki. Der Tür zum Speisezimmer gegenüber war eine altjapanische Bronzestatuette eines Daimyō und eine altjapanische Bronzevase mit vergoldeten hölzernen Lotosblumen aus einem Tempel, hinter dem Schreibtisch die Bronzebüste König Sobieskis des Künstlers Zumbusch. Auf einem kleinen Bücherschrank neben den Treppenstufen hinter dem Schreibtisch stand eine altjapanische Buddhastatuette aus Bronze und auf dem Schreibtisch eine Altlacktafel mit einer in Japan angefertigten Ansicht der römischen Peterskirche. Rechts und links von der Haupttür waren zwei Kommoden platziert, deren lackierte Verni-Martin-Tafeln zuvor Teil eines Wagens der Madame Dubarry gewesen waren. Darauf standen zwischen japanischen Bronzevasen die Bronzebüsten des Prinzen Eugen und des Ernst Gideon von Laudon von Zumbusch. Ferner gab es dort einen Paravent mit sehr alten japanischen Kakemonos mit einem bemerkenswerten weißen Falken. Der Aufsatz des italienischen Kamins aus dem 15. Jahrhundert war eine Kopie eines berühmten Reliefs in Pistoia aus derselben Zeit. Der Kamin war von marmornen Fackelträgerinnen flankiert, italienische Werke des 16. Jahrhunderts. Die Supraporte über der Tür zum Speisezimmer stammte von Roland de la Porte. An den Wänden hingen fast ausnahmslos künstlerisch wertvolle Familienbilder. Besonders hervorzuheben waren das lebensgroße Bild einer Herzogin von Lothringen, späteren Gräfin Potocka von Élisabeth Vigée-Lebrun, zwei Grafen Rzewuski in ganzer Figur von Pompeo Batoni, Graf Anton Lanckoronski im Ornat des Goldenen Vließes von Füger, Graf Kasimir Rzewuski von Marcello Bacciarelli, Graf Michael Rzewuski, Gräfin Francisca Rzewuska, Graf Anton Lanckoronski von Grassi und Peter Golkowski, Adjutant des letzten Königs von Polen, von Bacciarelli. Werke von Rotari waren Graf Anton Rzewuski, Graf Karl Lanckoronski, senior von Schrotzberg, Gräfin Prascovia Golovine von Madame Vigée-Lebrun, ein lebensgroßes Bild des Hausherrn als Knabe mit seiner Mutter von Karl von Blaas, darunter Graf Kasimir Lanckoronski nach Altwiener Schule. Neben der Tür oberhalb der unteren Estrade über und unter zwei Wandleuchtern befanden sich im Style Ludwigs XIV. vier Holzreliefs, eine französische Arbeit aus dem 16. Jahrhundert. Sie stellten die vier Elemente dar.
Am Ende des Treppenaufganges von der Halle zur oberen Galerie befanden sich die Gemälde Graf Kasimir Rzewuski von Andrea Appiani, daneben Graf Franz Rzewuski von Pietro Antonio Rotari, darunter Graf und Gräfin Potocki von Karl von Blaas, ein französisches Porträt von deren Töchtern aus dem Jahr 1832. Über der Tür zur Linken war die Supraporte Die Kunst von Hugo Charlemont zu sehen, außerdem waren vorhanden Makart- und Wolter-Büsten von Tilgner, das Porträt des Königs August III. von Polen in der Manier von Nattiers Porträts der königlichen Prinzessinnen von Frankreich, ein Porträt der Kaiserin Maria Theresia von Martin van Meytens, eine ideale Landschaft von Marko, des Weiteren ein holzgeschnitztes Fenster aus Kaschmir, darunter eine Vitrine mit meist modernen Glas-, Fayence- und Silbergegenständen, Interieurs von Rudolf Alt, ein Porträt des Grafen Anton Lanckoronski in jungen Jahren von Hans Makart, Romeo und Julie vom englischen Maler Benjamin West. Ferner befanden sich dort ein Glaskasten mit kostbarem Porzellan und ein modernes Bronzerelief König Stefan Bathory von Polen vom Bildhauer Antoni Madeyski. Der in Seide gestickte Fries unter der Decke, eine italienische Arbeit aus dem 16. Jahrhundert, stammte aus dem Palazzo Borghese.

### Freskensaal

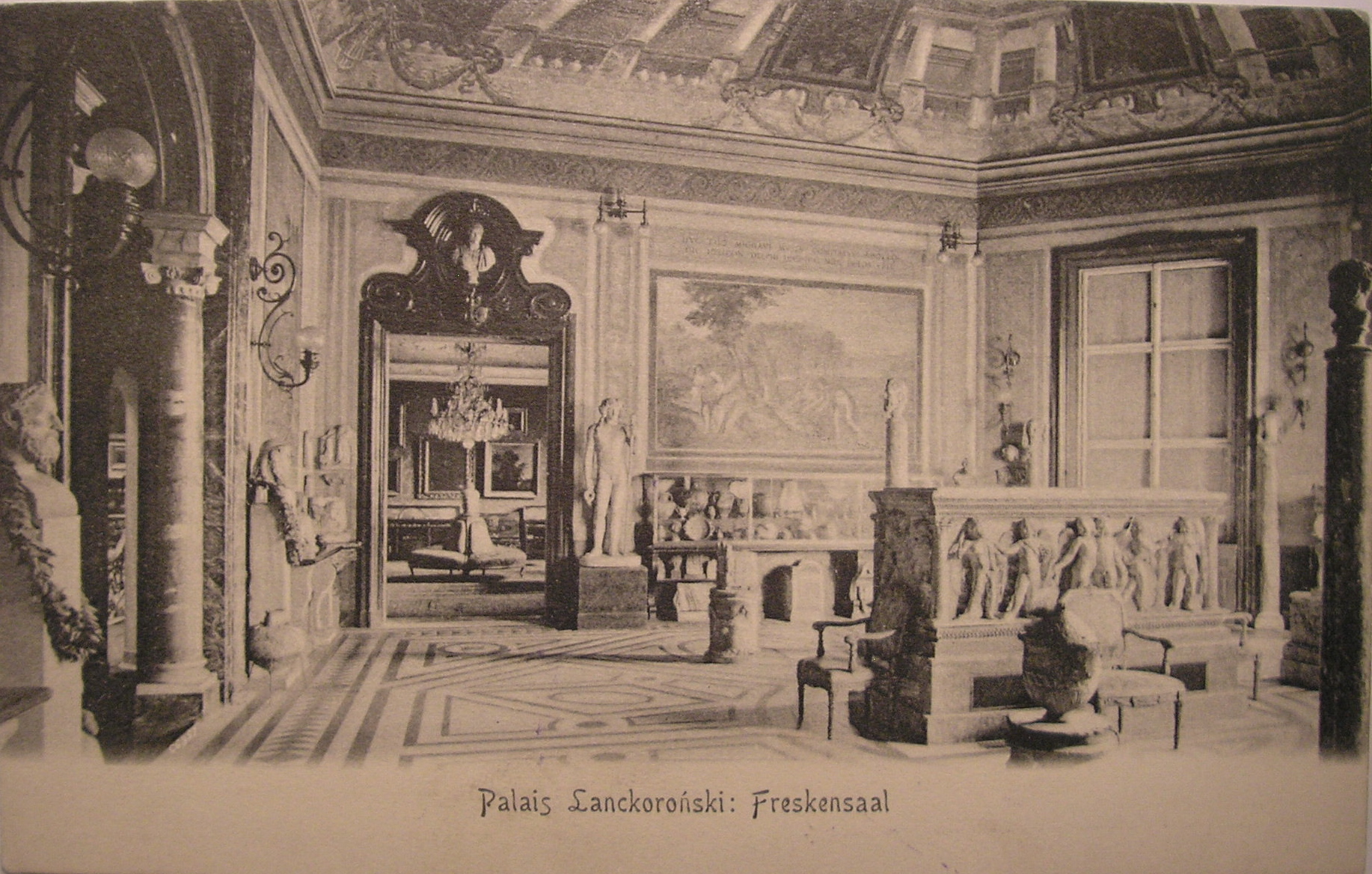
Freskensaal mit griechischen und römischen Antiquitäten. Erkennbar ist der danebenliegende Holländische Saal hinter der Tür.

An den Wänden, auf Leinwand übertragen, befanden sich Originalfresken von Domenichino, aus dem Casino der Villa Aldobrandini in Frascati bei Rom. Sie zeigten die Taten des Apollo mit Landschaften aus der Umgebung Roms. Heute befinden sich diese Werke in der National Gallery in London. Der Plafond war nach Art der Deckenmalereien italienischer Palästen mit Grau-in-Grau Kopien nach Raphaels Planetenbildern in der Chigi-Kapelle der Kirche Santa Maria del Popolo in Rom bemalt. In der Mitte des Saales stand ein Sarkophag aus dem 3. Jahrhundert n. Chr., aus Kilikien, an der Wand rechts der Eingangstür ein Marmortisch mit einem Weiherelief aus Athen aus dem 4. Jahrhundert v. Chr. Dieser Raum enthielt mehrere Vitrinen. In einer derselben befanden sich altägyptische Altertümer und bemalte griechische Vasenfragmente, in einer anderen griechische Terracotten, in einem größeren dritten Schaukasten antike, teilweise von der Insel Aegina bei Athen stammende Bronzen, sowie ein großes Marmorvasenfragment mit Relieffiguren aus der alexandrinischen Epoche. Der hier befindliche Torso eines Fauns war eine altrömische Kopie nach römischen Original. In größeren Vitrinen waren griechischen Terracotten und griechische Vasen ausgestellt. Weitere Werke in diesem Raum waren eine römische Bacchusstatue, eine römische Grabbüste mit Inschrift, eine Herme aus hadrianischer Zeit, eine griechische, bei Rom gefundene Büste, eine kleine Büste einer römischen Matrone sowie eine griechische Büste aus dem 4. Jahrhundert v. Chr.

### Holländischer Saal

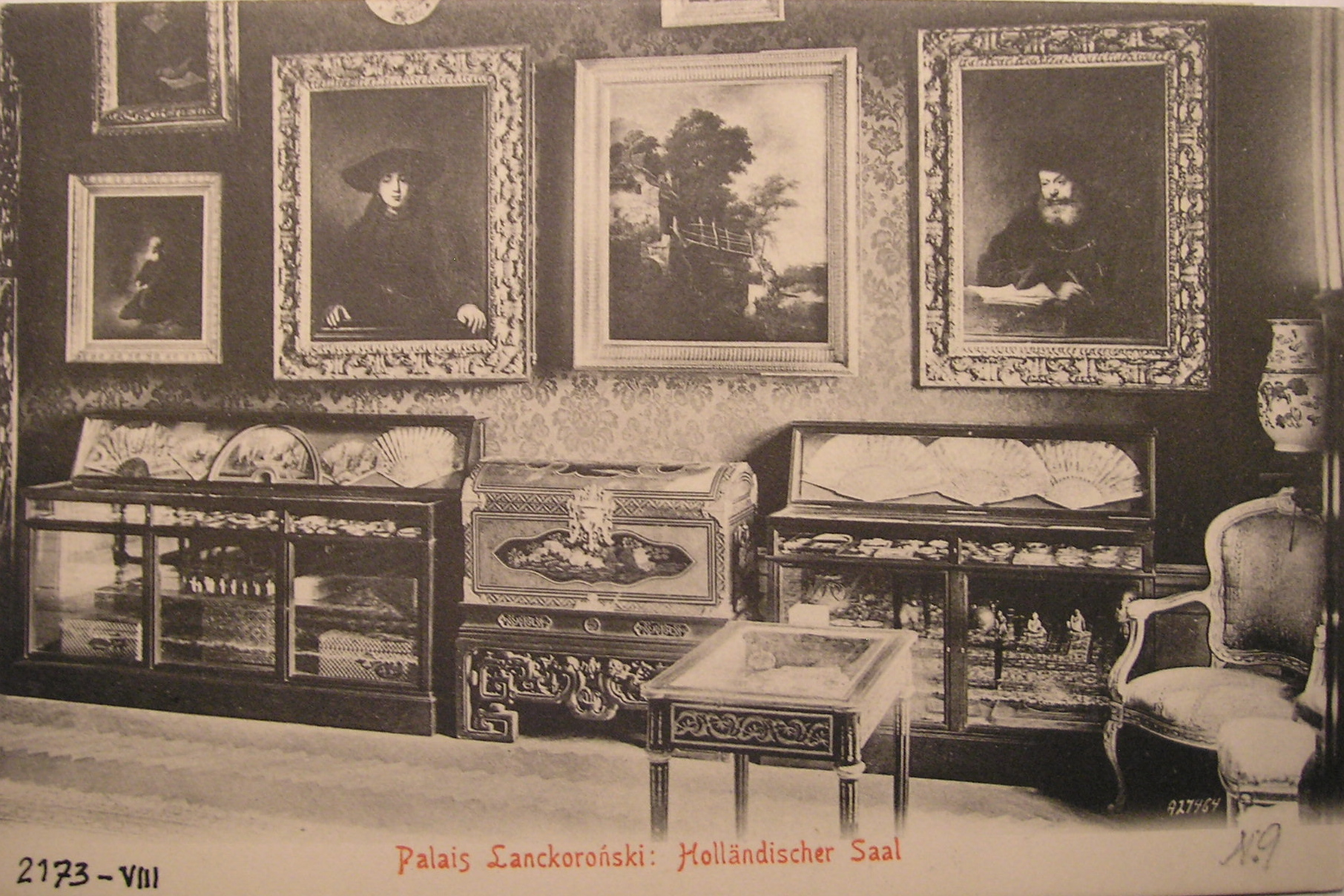
Holländischer Saal

Der Holländische Saal war aufgrund der darin ausgestellten wertvollen Gemälde niederländischer Meister einer der bekanntesten Räume des Palais. Sein Plafond war mit allegorischen Reliefs der Nacht und der sechs Wintermonate vom Wiener Bildhauer Theodor Friedl dekoriert. An der Wand, die dem Eingang gegenüberlag, hingen Rembrandts Jüdische Braut, Brautvater, und Der bereuende Petrus, an jener vis-à-vis zum Fenster ein Frauenporträt von Aart van Geldern. Weitere Werke in diesem Raum waren eine Landschaft von Frederik de Moucheron, ein Porträt von Philippe de Champaigne, Das übel gehütete Mädchen von Baarent Graat, Doppelporträt von Jordaens, zwei kleine Werke von Teniers, ein Werk von Hendrick Avercamp, ein Van Goyen, ein Henri de Cort, zwei niederländische mit Schildkrot eingelegte Vitrinen und eine Vitrine mit kleinen niederländischen Bildern im Saal. Unter den Rembrandts befanden sich Vitrinen mit kostbaren Fächern und Miniaturen.
An der Eingangswand befand sich ein Kasten mit Malereien aus der Rubenszeit, Geschichte des verlorenen Sohnes, ein Ostade, ein Netscher, ein Mieris, ein Wouwermann sowie eine weitere Vitrine mit kostbaren Fächern.
An der Fensterwand hing ein Stillleben von Gryff, darunter eine Vitrine mit chinesischen Nippes.
Vor dem einen Fenster befand sich eine große Vitrine mit Miniaturen, darunter Schillers Porträt, eine Vitrine mit antiken Marmorskulpturen. Der Ofenschirm war von Hugo Charlemont.

### Erstes Treppenhaus

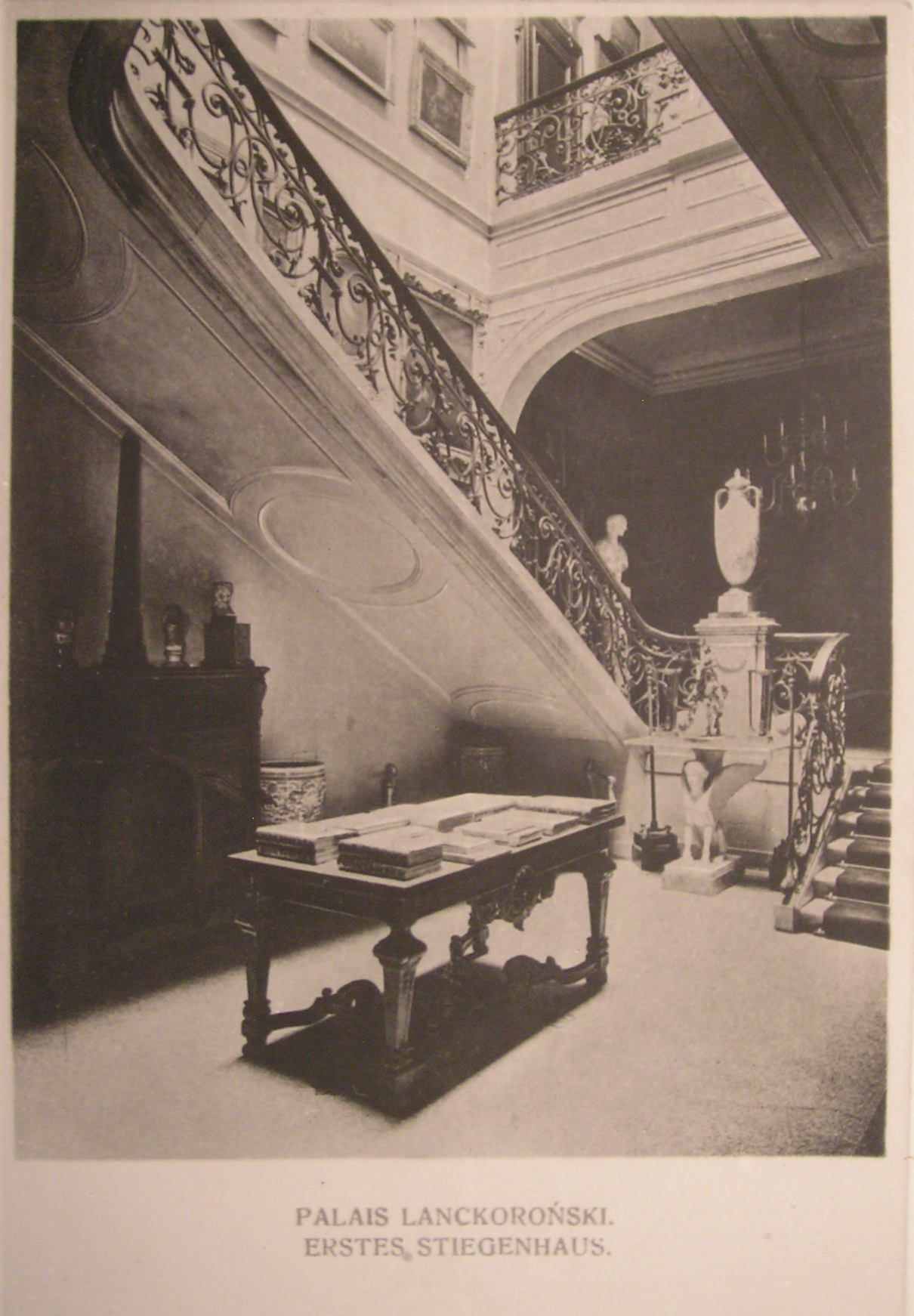
Erstes Stiegenhaus

Im ersten Stiegenhaus befand sich eine Kolossalbüste aus verschiedenfarbigen Marmor der Roma aus der Villa Borghese, gegenüber eine Kopie nach Anthonis van Dycks in der Galerie Pitti befindlichen Porträts des Kardinals Guido Bentivoglio. Gemälde von Franken Der heilige Ambrosius und Kaiser Theodosius sowie Inneres der Peterskirche in Rom und Inneres der Paulskirche in Rom vor dem Brande von Panini, vier Landschaftsmalereien von Philipp Hackert, zwei große Landschaften von Glauber, Reiterbild und zwei Schlachtszenen von Casanova, Seesturm von Ludolf Bakhuizen, ein Michaud und Paul Bril, ein de Vries, ein Poelembourg, zwei Querfurt sowie eine Vitrine mit antiken Marmorskulpturen.

### Untere Bibliothek
Die Bibliothek bot eine Aussicht nach zwei Seiten. Neben der Eingangstür hing der Venetianischer Edelmann in der Manier des Tintoretto, über der Tür, die der Balkonöffnung gegenüberlag, Tizians Original Spielende Knaben. Ebenfalls in diesem Raum befanden sich ein Marmormedaillon mit dem Porträt des Papstes Innozenz XI. und eine italienische Bronzebüste aus dem 16. Jahrhundert, die nach einer antiken, angeblich von Seneca geschaffenen Bronzebüste aus dem Museum zu Neapel kopiert worden war.
Über dem florentinischen Kamin von Francesco di Simone aus dem 15. Jahrhundert befand sich ein modernes allegorisches Fresko des Wiener Malers Ludwig Mayer. Eine antike Marmorbüste von Kaiser Augustus, eine Tonstatuette Charlotte Wolter als Thusnelda von Tilgner sowie eine italienische Marmorbüste des Niccolò Machiavelli von Cinquecento standen ebenfalls dort. Auf dem Schreibtisch links befand sich die Bronze Sappho von James Pradier, rechts die Bronzekopie Mercur nach Giambologna. Über einem altdeutschen Schrank waren die Porträts des heiligen Stanislaus Kostka als Knabe, Ende des 16. Jahrhunderts der venezianischen Schule und des heiligen Karl Borromäus zu sehen. An der Wand der abgestumpften Ecke das Gemälde St. Franciscus v. Assisi, ein Werk der spanischen Schule aus dem 17. Jahrhundert, daneben eine altitalienische Laute. Darunter auf dem Gesimse Entwurf einer Goethestatue von Rauch, darunter eine japanische Vase. Ansonsten befanden sich Kopien in Öl- und Wasserfarben nach Botticelli, Giambellino, Antonio Pollaiuolo, Andrea del Sarto, Fra Angelico, Raffael, Giorgione, Tizian, Franciabigio, Murillo und anderen. Der Plafond zeigte Porträts aus der Schule des Vittore Carpaccio.

### Damensalon
Der Damensalon im Louis-seize-Stil wurde mittels eines nach dem Luster der Königin Marie-Antoinette im Trianon kopierten Lusters beleuchtet. Dieser Salon verfügte über eine sehr schöne Kamingarnitur und teilweise mit Tapisserien bezogene Möbel, auf denen Szenen aus den Fabeln von La Fontaine dargestellt waren. In einer Ecke stand eine mutmaßlich den Schriftsteller Casanova darstellende Terracottabüste, in einer anderen Ecke eine Marmorbüste des Hausherrn Graf Karl Lanckoroński, von Carrier-Belleuse. In den Supraportes waren Grisaillen von Sauvage. Ein altchinesischer kostbarer Porzellanparavent und ein Stoffparavent mit kleinen Bildern und Miniaturen teilten den Raum. An der Eingangswand hingen zwei ovale Porträts von Madame Vigee-Lebrun, das eine ein Abbild von Graf Schuwaloff und Gräfin Barbara Golovine, sowie die zwei Pastellporträts Graf Franz Rzewuski und Gräfin Franziska Rzewuska, an der Kaminwand eine Kopie nach Madame Vigee-Lebruns Porträt der Fürstin Lichnowsky, geborene Gräfin Thun. Daneben ein Werk von Vigee-Lebruns Dame mit Notenbuch, Villa Medici in Rom von Hubert Robert, Architekturbilder mit reicher Staffage von Norblin und Königin Marie Antoinette im Gefängnis des Temple von Kucharski.
Der Eingangswand gegenüber war ein Gemälde von Madame Lafayette, ein Werk der Madame Adélaïde Labille-Guiard, ein Selbstporträt in Pastell der Vigee-Lebrun, ein kleines Porträt der Kaiserin Katharina II. von Russland in Öl, ein kleines Porträt Lavaters in Pastell, Kaiserin Maria Feodorowna von Rußland, Gemahlin Paul I. von Heinsius, sowie kleine Ölporträts der Gräfin Ludovica Lanckoronska und der Gräfin Rzewuska, geborene Gräfin Potocka.

### Passage zum Freskensaal
Über das erste Treppenhaus gelangte man zur Passage zum Freskensaal. Dort hingen zwei große Aquarelle mit Motiven vom Wiener Belvedere von Bamberger und Hugo Charlemont sowie eine schöne Tapisserie aus dem 17. Jahrhundert mit einer Minervafigur.

### Italienischer Saal

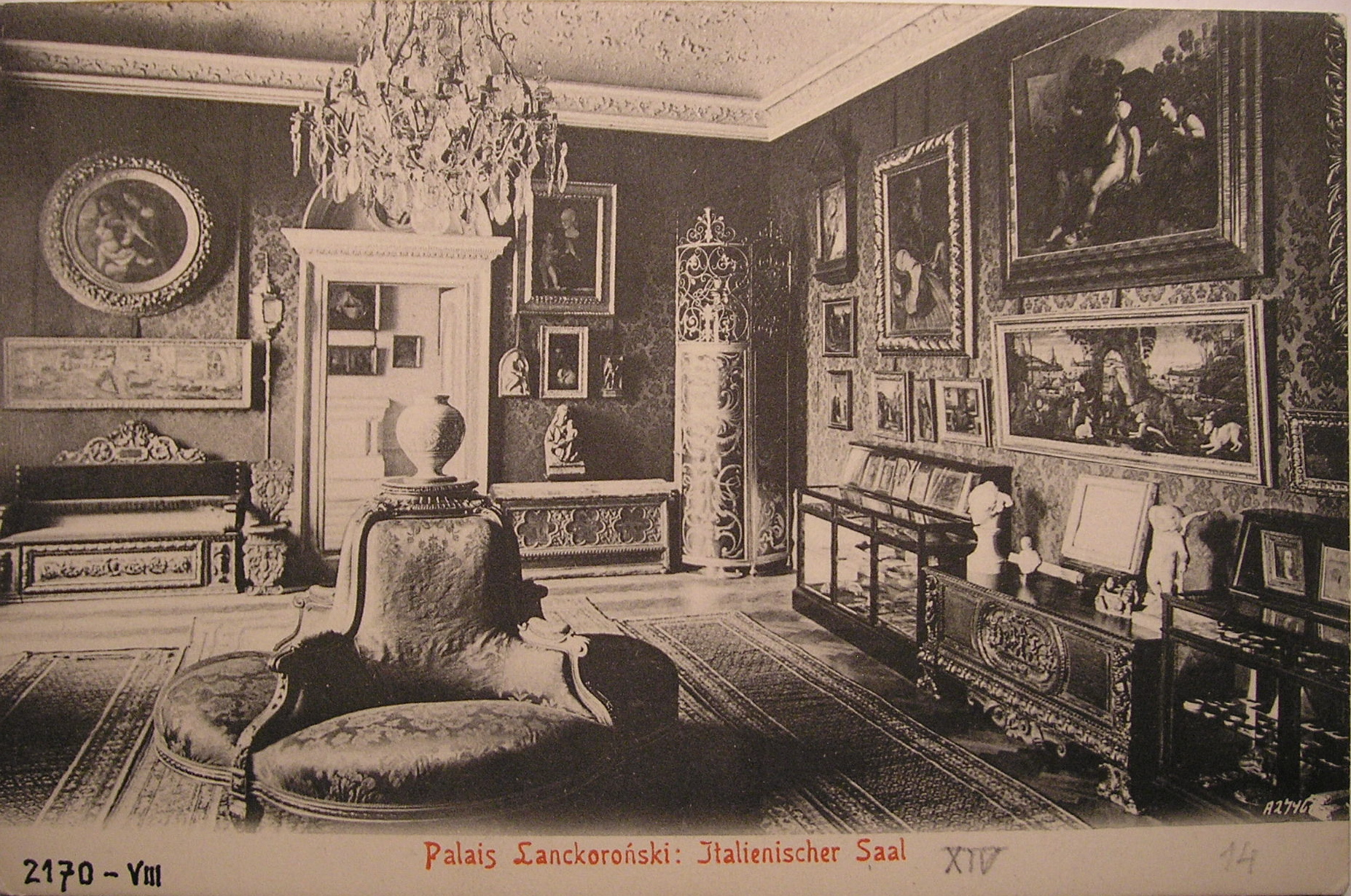
Italienischer Saal, an der Wand auf der rechten Seite ist das Gemälde von Dossi Der Weltenmaler Zeus und del Sellaios Orpheus erkennbar.

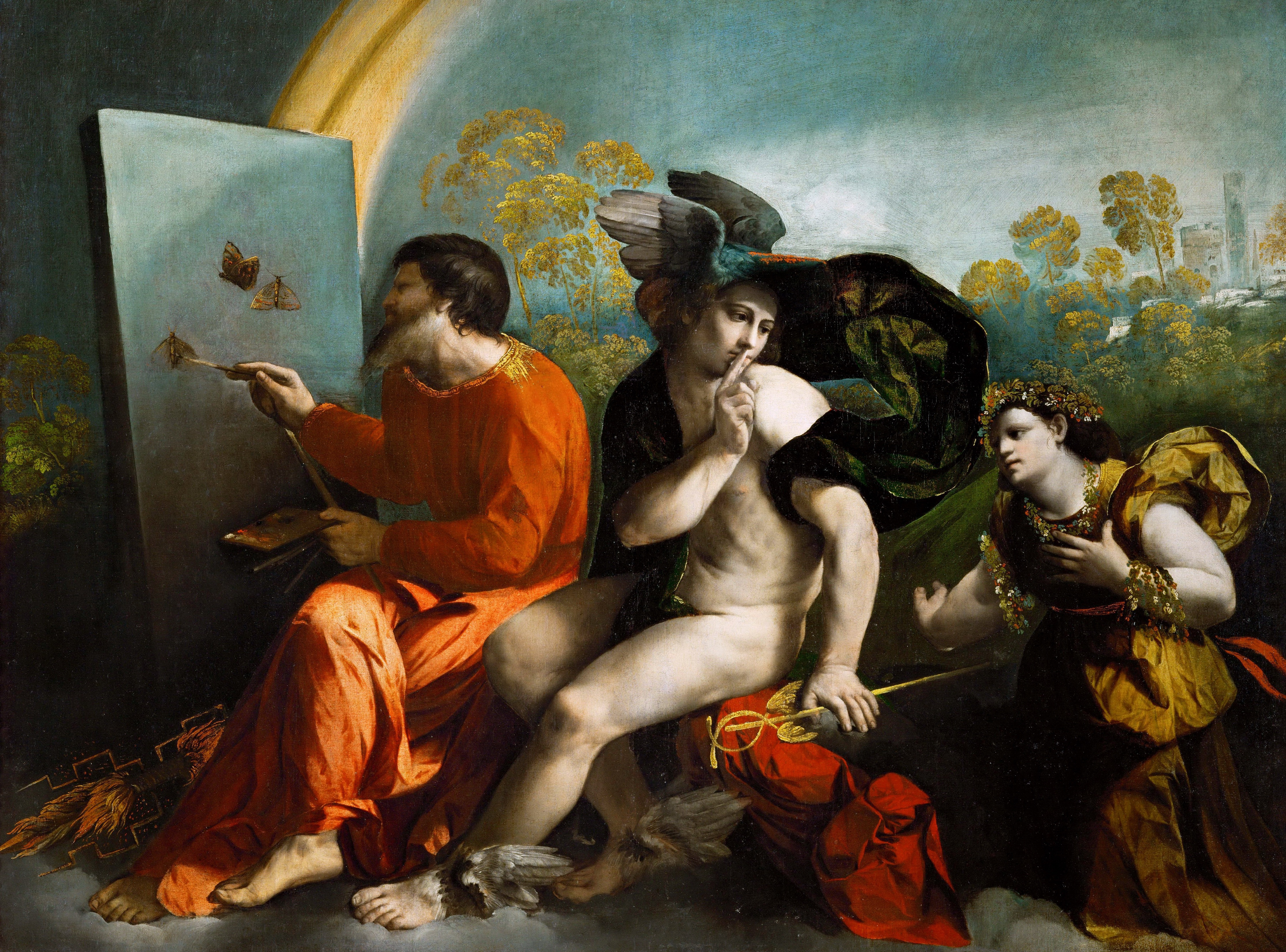
Der Weltenmaler Zeus, von Dosso Dossi (um 1524)

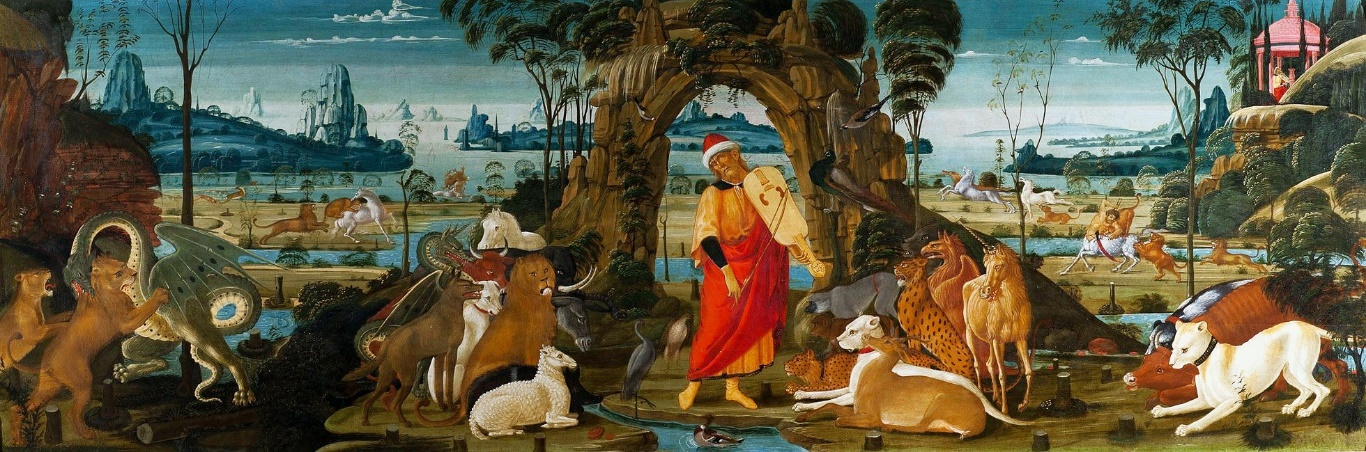
Orpheus, von Jacopo del Sellaio (Ende des 15. Jh.)

Durch den Freskensaal gelangte man zum Italienischen Saal. Es war das Gegenstück zum Holländischen Saal. Auch hier war der Plafond von Friedel gestaltet. In seiner Mitte war eine Allegorie des Tages zu sehen, umgeben von den Sommermonaten. Rechts des Eingangs befand sich ein Bildnis der Madonna von Melozzo da Forli, darunter eine Verkündigung von Fra Angelico, eine Madonna mit Heiligen von Signorelli, Porträt von Lorenzo Lotto, darunter ein kleines Bildchen einer Frauenfigur von Mariotto Albertinelli, Schüler des Fra Bartolomeo, darunter eine Vitrine mit kostbaren kleinen Bildern, Münzen und Medaillen. An der Wand hing Zeus der Weltenmaler, ein großes mythologisches Bild von Dosso Dossi, darunter ein Cassonestück Orpheus unter den Tieren von Jacopo del Sellaio, Zeitgenosse des Botticelli, eine Replik des Porträts Papst Paul III. von Paris Bordone im Palazzo Pitti und eine Vitrine mit kostbaren kleinen Bildern und Buchdeckeln. Die Ofenschirme waren von Hugo Charlemont. Unter dem Cassonestück und dem Dosso standen auf einer geschnitzten Truhe Skulpturen, insbesondere eine weibliche Büste von Desiderio da Settignano, ein Relief aus glasiertem Ton von Agostino di Duccio und ein marmorner Putto von eben demselben.
Der Eingangswand gegenüber hing ein Christuskopf von Giambellino, darüber eine Madonna mit Kind von Alesso Baldovinetti. Über der zur Kapelle führenden Tür war ein schönes altes Madonnenrelief aus dem Anfang des XV. Jahrhunderts angebracht. Ein großes Rundbild mit der Madonna von Sandro Botticelli hing ebenfalls dort, darunter Szenen aus der Odyssee mit Personen in der Tracht des 15. Jahrhunderts, eine florentinische Arbeit.
An der Fensterwand hing Moretto da Brescias Christus in Emaus, darunter befand sich eine Vitrine mit Antiken. Vor einem der Fenster stand eine weitere Vitrine mit marmornem Tischfuß aus dem 15. Jahrhundert, aus dem Palaste der Familie Papst Pius IX. aus Sinigaglia. Darin befanden sich unter anderem ein altchristlicher geschnittener Onyx, Renaissancemünzen, Medaillen und Plaquetten etc., und eine Madonna von Rafaellino del Garbo.

### Kapelle
Die Kapelle war mit altitalienischen Freskenfragmenten aus dem 14. Jahrhundert geschmückt. An der Eingangswand waren ein Tonrelief der Madonna von Donatello sowie eine Madonna mit Seitenflügeln von Agnolo Gaddi zu sehen. An der Fensterwand hing Christus am Kreuz von Andrea del Castagno, darüber die Madonna von Tomaso da Mutina. An der Altarwand standen eine Madonnenstatuette vom Grabe Papst Innozenz XI. in Orvieto von Arnolfo di Cambio, Christus am Kreuz und Ecce homo, beide aus der Sieneser Schule des 15. Jahrhunderts, Madonna in Trono und Geburt Christi, diese beiden Stücke aus der Sieneser Schule des 14. Jahrhunderts. An der dem Fenster gegenüber befindlichen Wand dem Fenster hing das Fresko Verkündigungsengel von Lorenzo Monaco, eine Madonna von Pasqualino Veneziano, St. Franciscus aus der Sieneser Schule des 15. Jahrhunderts, Geburt Christi von Taddeo Gaddi und zwei Heilige von Spinello Aretino. Im Plafond waren Porträts der Mailänder Schule des 15. Jahrhunderts. Auch hier war der Ofenschirm wieder von Hugo Charlemont.

### Kleines italienisches Cabinet

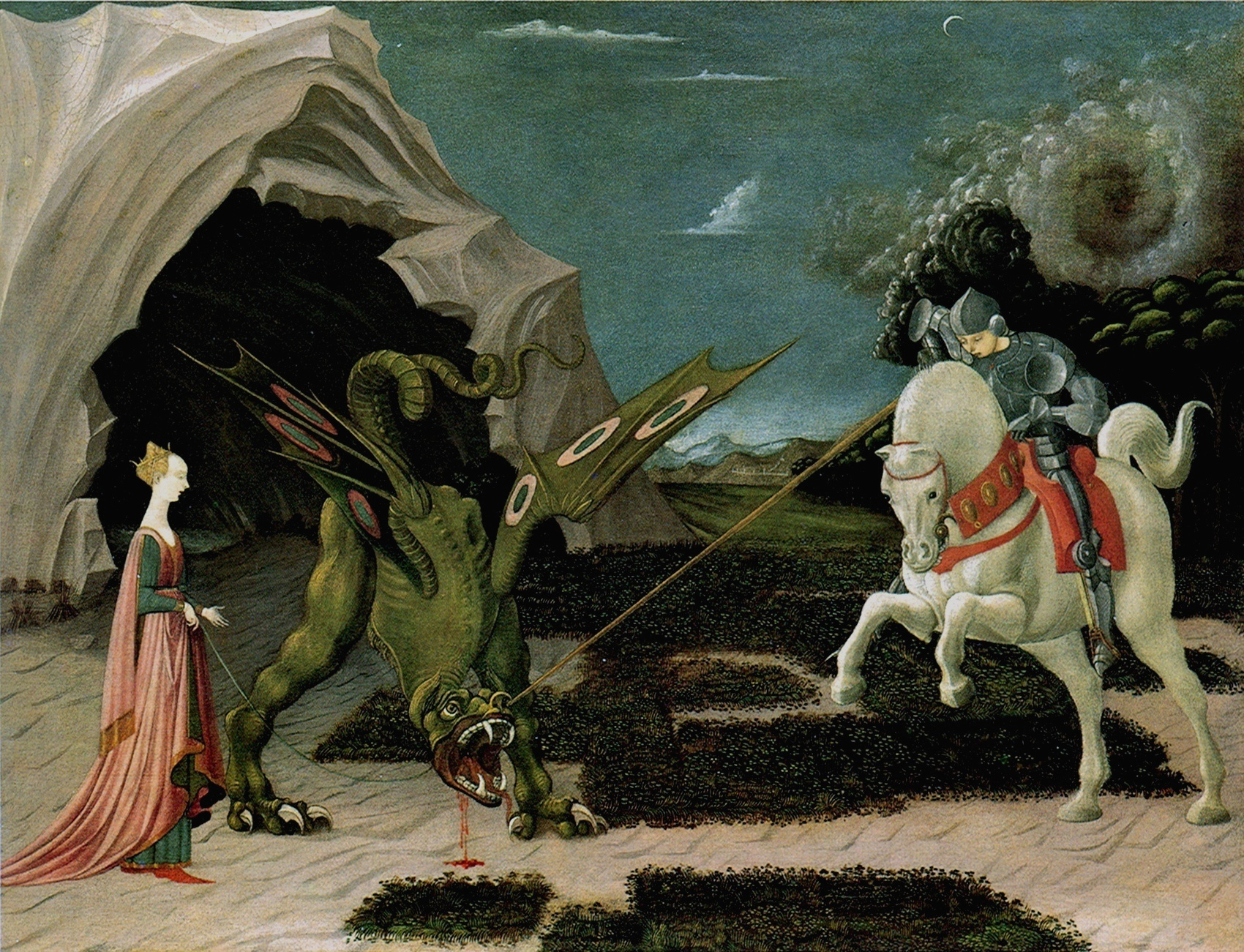
Heiliger Georg von Paolo Uccello, heute in der National Gallery, London

Im kleinen italienischen Cabinet hingen an der Wand rechts vom Eingang Paolo Uccellos Heiliger Georg, zwei kleine lange Bilder von Schiavone, sowie Orpheus, ein Schulbild aus der Werkstätte des Carpaccio. In einer der zwei Vitrinen befanden sich im oberen Bereich indische Miniaturen, im unteren vorderasiatische Gegenstände; in der anderen oben persische und arabische illustrierte Bücher, unten seldschukische Tonfragmente. An der Fensterwand hing der Sitzende Jüngling von Lorenzo Costa, Perseus mit dem Medusenhaupt im Kampf in der Manier des Peruzzi; darunter eine Vitrine mit indischen Schmuckstücken und Skulpturen. An der Wand links vom Eingang befanden sich ein männliches Bildnis von Paris Bordone, zwei Cassonestücke des 15. Jahrhunderts, ein großes Cassonestück Reiter, eine Schlachtenszene, vielleicht von Paolo Uccello, darunter eine Vitrine mit, im oberen Bereich, altitalienischen Skulpturen und Majoliken sowie eine Karikaturzeichnung von Leonardo da Vinci, im unteren altindische Skulpturfragmente. Des Weiteren befanden sich hier das Fragment einer Diakonstatue von einem marmornen Grabmal aus dem XIV. Jahrhundert, aus der Schule der Pisani. An der Eingangswand hing der Heilige Andreas von Masaccio, Teil eines größeren Altarbildes, dessen übrige Teile verschollen sind, ferner Madonna in der Art des Carl Crivelli und der Heilige Franciscus, ein Werk der frühen Schule von Siena.

### Vorraum zwischen obigen drei Räumen und dem zweiten Treppenaufgang
In diesem Vorraum über der Kapellentür befand sich die Madonna mit Kind, ein oberitalienisches Werk aus Marmor aus dem 15. Jahrhundert. Eine Vitrine mit indischen Gegenständen aus den letzten Jahrhunderten stand ebenso dort wie das Relief Heiliger Augustinus in der Art des Mino da Fiesole, darüber ein venezianisches Relief des Dogen Loredan, gegenüber ein oberitalienisches Relief mit Kaiser Domitian, alles aus dem 15. Jahrhundert. Kleine italienische Bilder aus derselben Zeit befanden sich im Vorraum, ebenso ein Teller aus Rhodus, unter persischem Einfluss entstanden und ein Freskenfragment, Männlicher Kopf, von Giovanni di San Giovanni. Weitere zwei Vitrinen standen im Raum, eine gefüllt mit altindischen Bronzen, die andere mit altmexikanischen und modern amerikanischen Gegenständen. Vor dem Treppengeländer und auf den Vitrinen wichtige standen indische Skulpturen, meistens graeco-buddhistisch, aus Nordwestindien.

### Zweites Treppenhaus
Vom Hochparterre bis in den zweiten Stock war dieses Treppenhaus mit Bildern aus dem 19. Jahrhundert behängt, rechts vom italienischen Vorraum zwischen zwei vergoldeten Vitrinen mit vorderasiatischen Fayencen und über einem alten japanischen Wandschirm Betende Araberin vom Makart. Über dem ersten hinaufführenden Treppenabsatz Straße im Walde von Chevallier, Castel Gandolfo von Oswald Achenbach, Schimmel von Dallinger, Oliven von Huet, Landschaft von Théodore Rousseau, Waldteich von Aachen, Landschaft in der Dämmerung von Benno Becker, Hof in einem italienischen Städtchen von Koch und eine kleine Landschaft von August von Pettenkofen. Der Säemann war ein Werk aus Bronze von Constantin Meunier.
Im obersten Teil des Treppenhauses hing das Relief Hirte von Hermann Lang, Triton von Arnold Böcklin, Landschaft mit mythologischen Gestalten von Hans Garnjobst, Wogende Flut von Pratt, eine altjapanische Terrakotta eines buddhistischen Priesters, Der Zattere-Quai in Venedig von Sartori, ein altchinesischer Bronze-Buddha, Mädchen bei der Toilette von Lang Laris, Kalb im Grünen von Cauld, Landschaft von Morton, Das Rendezvous von Pettenkofen, Vesuv bei umwölktem Himmel von Giuseppe de Nittis, Straße in Holland von Eduard Charlemont, Canale della Giudecca von Rico, eine Szene aus dem Roman de la Rose (der Pilger, die Tugenden, die Schönheit, der Liebesgott) von Burne-Jones sowie Endymion von Eugen Benson.

### Vorraum neben dem zweiten Treppenhaus im zweiten Stock
In diesem Vorraum befanden sich altjapanische Kakemonos und Vitrinen mit modernen indischen, alten chinesischen und japanischen Gegenständen, japanische Teller und Holzskulptur.

### Gang der Aquarelle
In diesem langen Verbindungsgang hingen im vorderen Bereich Ölbilder von Piotrowski, Farbe-Dufaur und anderen, im hinteren Aquarelle und Ansichten aus allen Weltteilen von Bosboom, Lindemann-Frommel, Rudolf und Franz Alt, Ludwig Hans Fischer, Imer, Hugo Charlemont, Stoecker, Heinrich, Carl Goebel, Bazzani, Franz Thiele, Werner, Amadeo Preziosi, Brioschi, Spangenberg und anderen.

### Vorraum vor dem Arbeitszimmer
Im Vorraum hingen eine Zeichnung Fürst Bismarck von Franz von Lenbach, eine Zeichnung der Diana von Moritz von Schwind und eine kleine Ölstudie Orientale von Eugène Delacroix.

### Arbeitszimmer
Vom Arbeitszimmer hatte man eine Aussicht nach draußen. Hier befanden sich Zeichnungen von Lenbach, Steinle, Rudolf Alt, Jules Bastien-Lepage, Arthur Grottker, Léon Augustin Lhermitte, Selleny, Pettenkofen, Aiwasowsky, Lithographien von Hans Thoma, eine Radierung von Max Klinger nach der Toteninsel von Arnold Böcklin, Holzstatuetten von Emanuel Pendl, eine Zinnbüste des Kardinals Franziskus von Paula Schönborn von Tilgner sowie eine Bronze Nach dem Kampfe von Hosäus.

### Aussichtszimmer

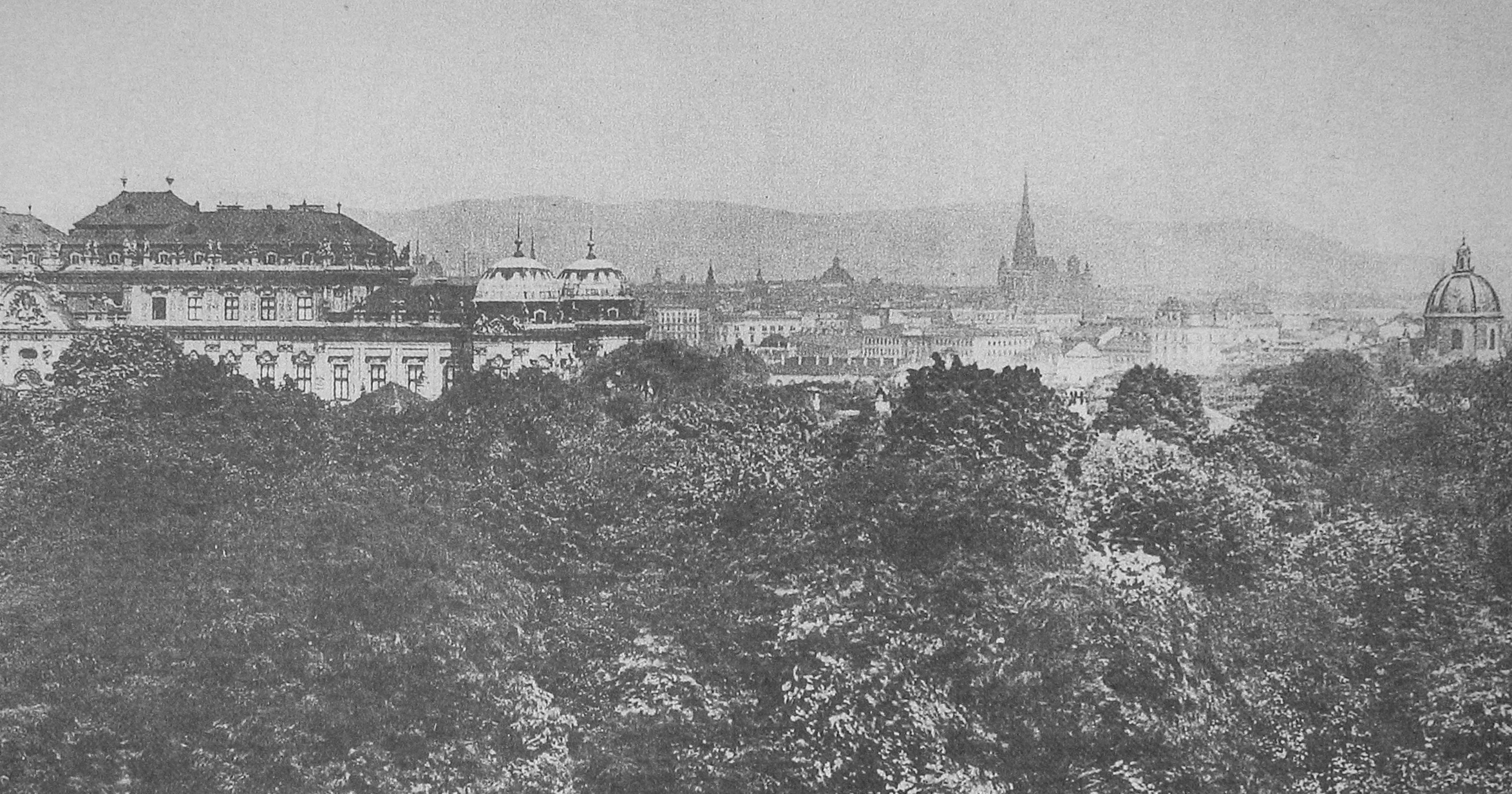
Aussicht auf Wien vom oberen Stockwerk des Palais, links das Obere Belvedere, in der Mitte der Stephansdom und dem Wienerwald am Horizont

Das Aussichtszimmer, das ebenfalls eine schöne Aussicht auf die Umgebung bot, befanden sich Zeichnungen von Giovanni Segantini, Führich, Andric, Preller, Hans Makart, Hans Böhler sowie ein farbiger Gipsabguss von Stuck von Beethoven.

### Obere Bibliothek
Die obere Bibliothek bot ebenfalls eine Aussicht. Hier befand sich ein Porträt des Freiherrn Joseph von Hammer-Purgstall, eine Zeichnung von Lawrence, ein kleines Aquarell von Khnopff, Dante in der Pineta bei Ravenna von Henri Martin in Pastell, die Zeichnung Paestum von Joseph Sellény, eine Statuette Eitelbergers von Koenig sowie die Totenmaske der Charlotte Wolter und eine Gipsstatuette des Staatskanzlers Fürsten Metternich von Johannes Benk.
Der Weg zurück ins Vestibule führte durch den Gang der Aquarelle, die zweite Treppe hinab und an den zuvor erwähnten modernen Bildern und weiteren Werken vorbei: dem Gipsrelief von Stuck Tänzerinnen, Bildern von Malczewski, Carl Schindler, Fabre-Dufaur, Heyder, Courbet, Chevallier, Georges Claude, Bouguereau, Corot, Frank Buchser, Hans Makart, Benson, Pallizzi, Rudolf Ribarz, Karl Blaas, Friedrich von Amerling, Leop. Müller, D. James, Eduard Ritter, Johann Josef Schindler, Eduard Ender und anderen. Ausgestellt wurden dort auch eine Bronzebüste Napoleons des I., antike Marmorbüsten und ähnliches.

## Palais Lanckoroński an der Riemergasse
Anlässlich einer seiner zahlreichen Reisen begegnete Graf Lanckoroński am 29. August 1881 in Nürnberg dem Maler Rudolf von Alt und beauftragte denselben, mehrere Innenansichten der gräflichen Residenz an der Riemergasse 8 im I. Wiener Bezirk zu malen. Die Motive dieser Werke werden gelegentlich für Ansichten des späteren Palais Lanckoroński an der Jacquingasse gehalten, das jedoch erst vier Jahre nach der Entstehung der Arbeiten des Rudolf von Alt vollendet und eingerichtet wurde.
Die Aquarelle zeigen verschiedene, mit Gemälden und Skulpturen aus dem 17. und 18. Jahrhundert ausgestattete Salons und Räume. In manchen ist der Graf in sitzender Position bei der Lektüre zu sehen. In seiner sehr detaillierten Art erfasste von Alt in fast fotografischer Qualität verschiedene Kunstwerke. Zum Beispiel ist Johann Heinrich Danneckers Büste des Friedrich von Schiller deutlich erkennbar so wie Werke von Thomas Gainsborough, Anton von Maron, Jacob Isaacksz. van Ruisdael und Ferdinand Georg Waldmüller.

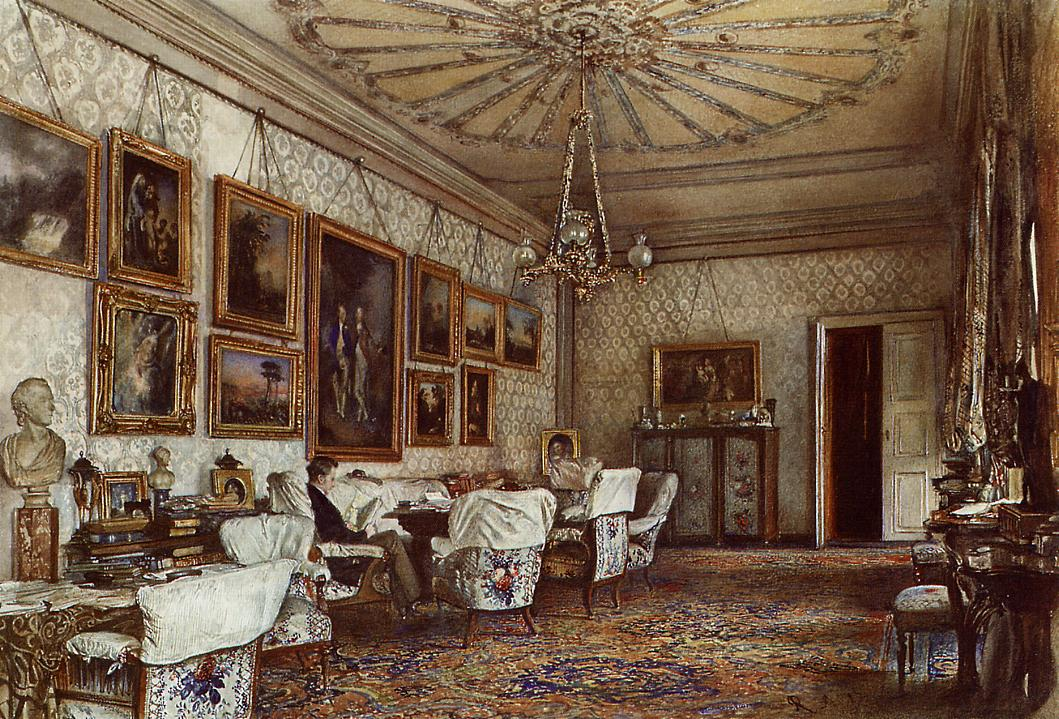
Rudolf von Alt: Wohnzimmer im (alten) Palais Lanckoroński an der Riemergasse.
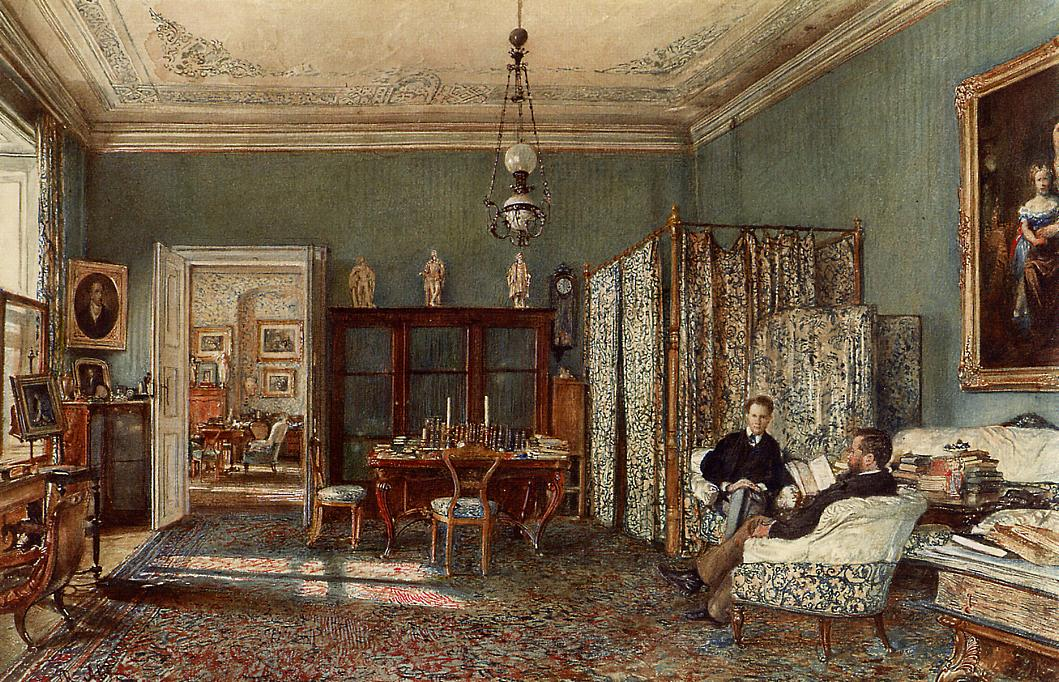
Rudolf von Alt: Salon im (alten) Palais Lanckoroński an der Riemergasse.
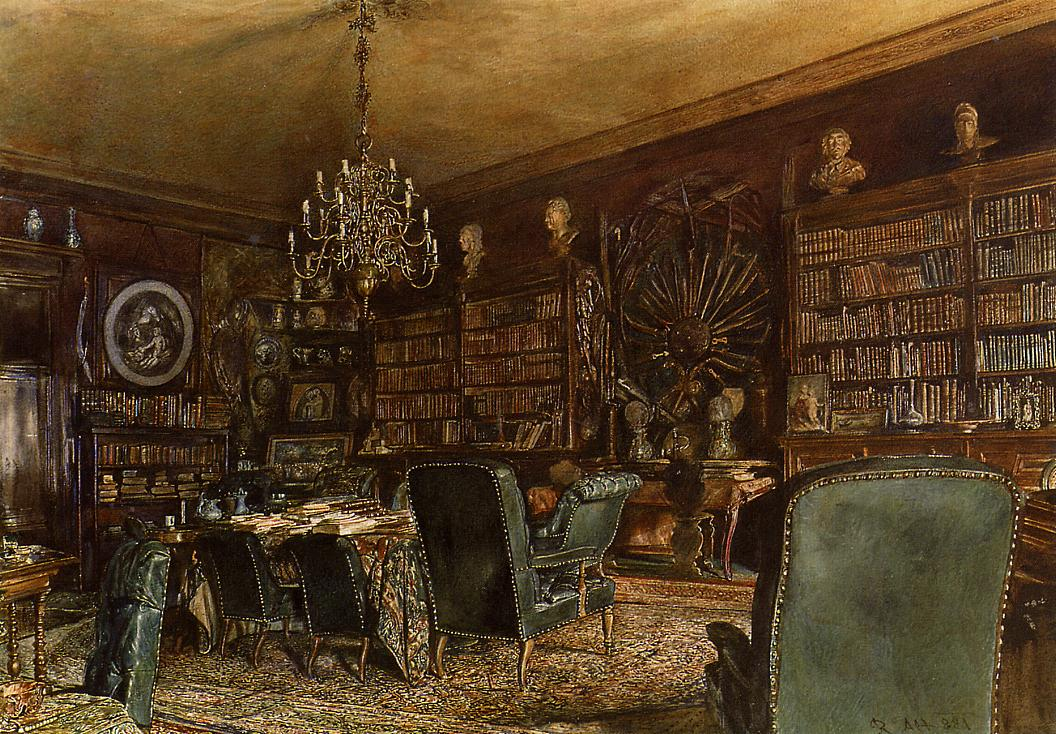
Rudolf von Alt: Bibliothek im (alten) Palais Lanckoroński an der Riemergasse.
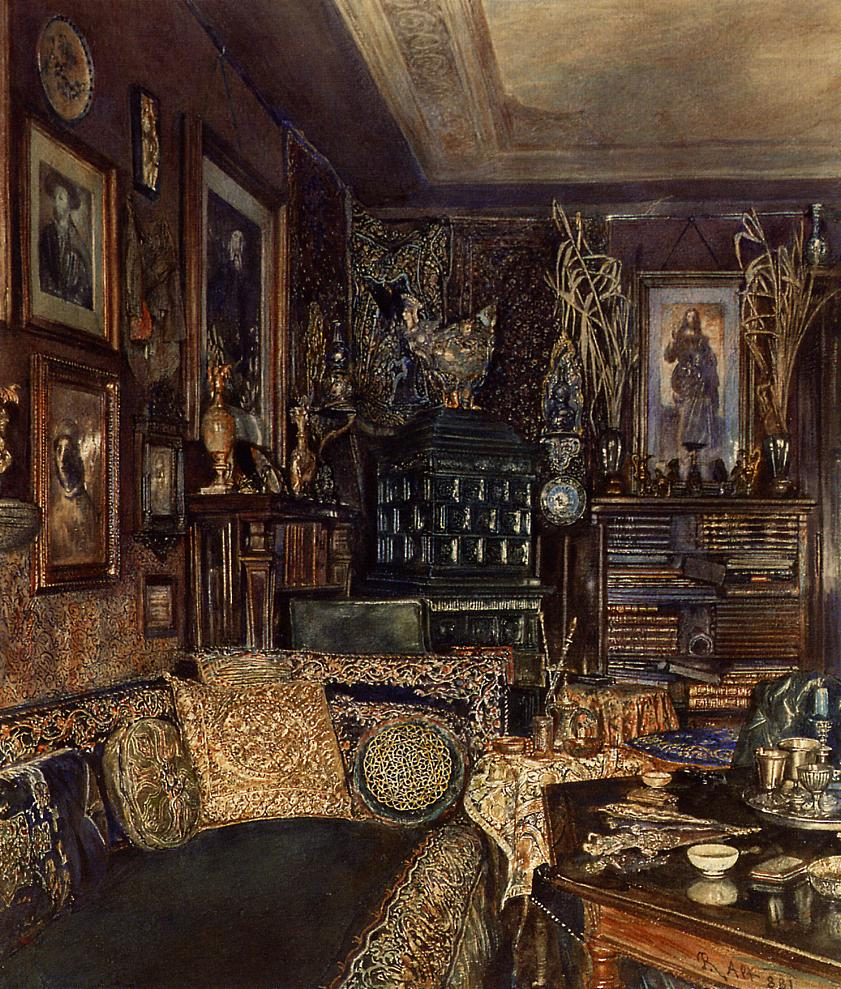
Rudolf von Alt: Arbeitszimmer des Grafen im (alten) Palais Lanckoroński an der Riemergasse.

## Belege
1. ↑  Dieter Klein, Martin Kupf, Robert Schediwy: Stadtbildverluste Wien. LIT, Wien 2004, ISBN 978-3-8258-7754-5, S. 143.
2. ↑  Karl Holey. Das Haus des Grafen Lanckoronski. S. 121–125. In Ausgewählte Kunstwerke der Sammlung Lanckoronski. Wien 1918.
3. ↑  „Ein kunsthistorisch besonders bemerkenswertes Palais darf ich indes nicht unerwähnt lassen, wenn ich hierbei auch der Zeit etwas vorgreife: das in den neunziger Jahren erbaute, in der Jacquingasse gelegene Palais des Grafen Karl Lanckoronski, in dessen Familie Kunstsinn und Kunstverständnis erblich sind. Dafür sprechen allein schon die am Kunsthimmel glänzenden Namen der Maler, von denen sich die Mitglieder dieser Familie und deren Verwandten ihre Porträts anfertigen ließen. In der Halle des Palais Lanckoronski sieht man diese Familienbilder. Sie sind von Madame Vigée Lebrun, von Battoni, Füger, Grassi und vielen anderen gemalt. Von Schrotzberg ist das Porträt des Grafen Karl Lanckoronski senior, eines Onkels der derzeitigen Familienchefs, gemalt. Der auf dem Bilde Dargestellte war in den ersten Regierungsjahren Kaiser Franz Josephs dessen Oberstkämmerer. Ihm unterstand die Verwaltung aller kaiserlichen Kunstschätze und Kunstsammlungen. Dieselbe Würde bekleidete auch Karl Graf Lanckoronski junior in den letzten Regierungsjahren Kaiser Franz Josephs und eine Zeitlang auch unter Kaiser Karl. Das Palais ist im Barockstil erbaut. Es birgt Kunstschätze aller Zeiten: antike Skulpturen wechseln mit solchen der italienischen Renaissance, Bilder altitalienischer Meister angefangen vom Trecento mit solchen deutscher und niederländischer Schulen. Das sogenannte grüne Kabinett birgt Werke von Künstlern aus dem 18. Jahrhundert. Das Speisezimmer ist mit niederländischen Tapisserien aus der Zeit Ludwigs XIV. und mit Marmorbüsten der Grafen Lanckoronski geschmückt. Die Perlen der Sammlung sind gewiß die im niederländischen Saal hängenden drei Bilder von Rembrandt Judenbraut, Brautvater und Petrus. Im Damensalon sieht man die Bilder von Madame Vigée Lebrun, Madame Labille und von anderen französischen Künstlern. Herrliche antike Möbel, darunter zwei Kommoden von Panneaux von Verni martin, von einem Wagen der Dubarry stammend, Bronzen, antike Glas-, Fayence- und Silbergegenstände, Sammlungen von Miniaturen und von Fächern sowie allerlei wertvolle Erzeugnisse der Kleinkunst geben dem Palais Ansehen und Bedeutung eines Museums.“ (Fürstin Nora Fugger: Im Glanz der Kaiserzeit: S. 226–227)
4. ↑  Peter Harclerode: Lost Masters: World War II and the Looting of Europe's Treasureholds. Welcome Rain Publishers, New York 2002, ISBN 978-1-56649-253-9
5. ↑  Historia dwóch obrazów (Memento des Originals vom 27. Juli 2011 im Internet Archive)  Info: Der Archivlink wurde automatisch eingesetzt und noch nicht geprüft. Bitte prüfe Original- und Archivlink gemäß Anleitung und entferne dann diesen Hinweis. Zamek Królewski w Warszawie – Pomnik Historii i Kultury Narodowej.
6. ↑  Galeria Lanckorońskich (Memento des Originals vom 27. Juni 2010 im Internet Archive)  Info: Der Archivlink wurde automatisch eingesetzt und noch nicht geprüft. Bitte prüfe Original- und Archivlink gemäß Anleitung und entferne dann diesen Hinweis. Zamek Królewski w Warszawie – Pomnik Historii i Kultury Narodowej.
7. ↑  Agnieszka Janczyk, Kazimierz Kuczman, Joanna Winiewicz-Wolska: Collections » Painting. Wawel Royal Castle.
8. 1 2  Elisabeth Gehrer (17. Februar 1999). 5184/AB (XX. GP) (Memento vom 3. August 2012 im Webarchiv archive.today). Schriftliche Beantwortung (gem. § 91 (4) GOG). Parlamentsdirektion.
9. ↑  Ludwig Hevesi, Karl M. Kuzmany: Rudolf Alt – Sein Leben und sein Werk. Artaria, Wien 1911, S. 77
10. ↑  Walter Koschatzky: Rudolf von Alt 1812–1905. Residenz Verlag, Salzburg 1975, S. 289, no. AV. 81/09. ISBN 978-3-7017-0138-4
11. ↑  Christian von Holst: Johann Heinrich Dannecker. Der Bildhauer. 1987, S. 206–211, cat. no. 58, dargestellt auf S. 197. ISBN 978-3-922608-45-5